# Planetă
O planetă este un corp astronomic care orbitează o stea sau o rămășiță stelară, care este suficient de masivă pentru a fi rotunjită de propria sa gravitație, nu este suficient de masivă pentru a provoca fuziunea termonucleară și și-a curățat regiunea vecină de planetezimale.
Termenul de planetă este vechi, având legături cu istoria, astrologia, știința, mitologia și religia. Cinci planete din Sistemul Solar sunt vizibile cu ochiul liber. În multe culturi timpurii, acestea erau considerate zeițe. Pe măsură ce cunoștințele științifice avansau, percepția umană asupra planetelor s-a schimbat, încorporând o serie de obiecte disparate. În 2006, Uniunea Astronomică Internațională (IAU) a adoptat oficial o rezoluție care definește planetele din Sistemul Solar. Această definiție este controversată, deoarece exclude multe obiecte ale masei planetare în funcție de unde sau ce orbitează. Deși opt dintre corpurile planetare descoperite înainte de 1950 rămân „planete” sub definiția actuală, unele corpuri cerești, cum ar fi Ceres, Pallas, Juno și Vesta (fiecare obiect din centura de asteroizi solari) și Pluto (primul obiect trans-Neptunian descoperit), care au fost considerate cândva planetele de către comunitatea științifică, nu mai sunt privite ca planete sub definiția actuală.
Planetele din astrologie au o definiție diferită.
Ptolemeu a gândit un sistem în care planetele orbitează Pământul în mișcări deferente și epiciclice. Deși ideea că planetele orbitau Soarele fusese sugerată de mai multe ori, abia în secolul al XVII-lea această opinie a fost susținută de dovezi din primele observații astronomice cu telescopul, realizate de Galileo Galilei. Cam în același timp, prin analiza atentă a datelor observaționale pre-telescopice colectate de Tycho Brahe, Johannes Kepler a descoperit că orbitele planetelor erau eliptice și nu circulare. Pe măsură ce instrumentele de observare s-au îmbunătățit, astronomia a observat că, la fel ca Terra, fiecare dintre planete se rotea în jurul unei axe înclinate în raport cu polul său orbital, iar unele aveau aceleași caracteristici precum calote glaciare și anotimpuri. Încă din zorii epocii spațiale, observarea atentă a sondelor spațiale a constatat că Pământul și celelalte planete au caracteristici precum vulcanismul, uraganele, plăcile tectonice și chiar hidrologia. 
Planetele din Sistemul Solar sunt împărțite în două tipuri principale: planete mari gigantice cu densitate mică și telurice stâncoase mai mici. Există opt planete în Sistemul Solar. În ordinea distanței față de Soare, sunt cele patru planete telurice: Mercur, Venus, Pământ și Marte, apoi cele patru planete gigant: Jupiter, Saturn, Uranus și Neptun. Șase dintre planete sunt orbitate de unul sau mai mulți sateliți naturali.
În Calea Lactee au fost descoperite câteva mii de planete în jurul altor stele („planete extrasolare” sau „exoplanete”). La 2 aprilie 2020 erau cunoscute 4.241 de exoplanete în 3.139 de sisteme planetare, variind ca mărime de la dimensiunea Lunii până la giganți gazoși cam de două ori mai mari decât Jupiter, din care peste 100 de planete au aceeași dimenisune ca Terra; dintre acestea nouă se află la aceeași distanță relativă la steaua lor ca Terra de Soare, adică în zona locuibilă circumstelară. La 20 decembrie 2011, echipa telescopului spațial Kepler a raportat descoperirea primelor planete extrasolare de dimensiuni terestre, Kepler-20e și Kepler-20f,orbitând o stea asemănătoare Soarelui, Kepler-20. Un studiu din 2012, care analizează datele de la microlentile gravitaționale, estimează în medie cel puțin 1,6 planete legate de fiecare stea din Calea Lactee. Se crede că aproximativ una din cinci stele ca Soarele are o planetă de dimensiunea Pământului în zona sa locuibilă.

## Etimologie
Cuvântul românesc planetă este un împrumut din franceză: planète și din latină: planeta. (Termenul francez planète are drept origine același termen latin planeta). Termenul latin planeta provine din greaca veche planêtês, care, în expresia πλανήτης αστήρης, transliterat: planêtês astêrês, desemneză „astru în mișcare” (sau „astru rătăcitor”), în opoziție cu stelele care apar imobile pe bolta cerească.

## Istorie

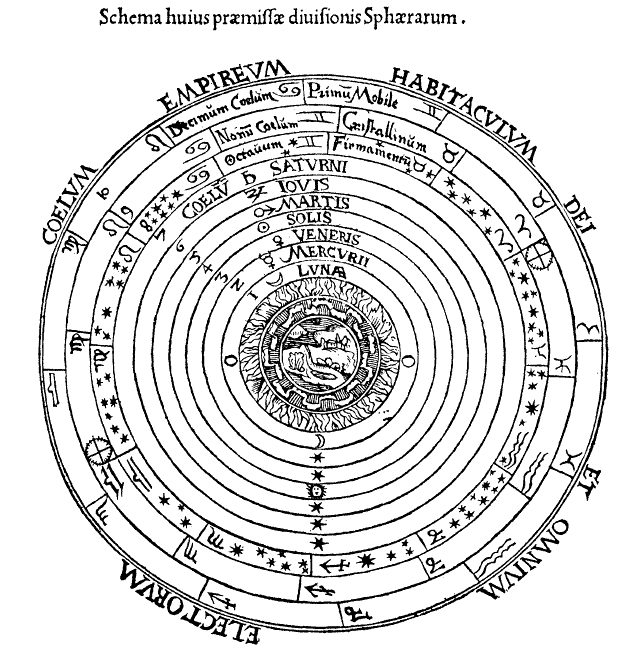
Prezentare tipărită a unui model cosmologic geocentric din Cosmographia, Anvers, 1539

Ideea planetelor a evoluat de-a lungul istoriei sale, de la luminile divine ale antichității la obiectele pământești ale epocii științifice. Conceptul s-a extins pentru a include lumi nu numai în Sistemul Solar, ci și în sute de alte sisteme extrasolare. Ambiguitățile inerente definirii planetelor au dus la multe controverse științifice.
Cele cinci planete clasice, fiind vizibile cu ochiul liber, sunt cunoscute încă din cele mai vechi timpuri și au avut un impact semnificativ asupra mitologiei, cosmologiei religioase și astronomiei antice. În antichitate, astronomii au observat cum anumite lumini se deplasau pe cer, spre deosebire de „stelele fixe”, care mențineau o poziție relativă constantă pe cer. Grecii antici au numit aceste lumini πλάνητες ἀστέρες (planētes asteres, „stele rătăcitoare”) sau pur și simplu πλανῆται (planētai, „rătăcitor”), din care a derivat cuvântul „planetă” de azi.
În Grecia antică, China, Babilon și toate civilizațiile pre-moderne, se credea că Pământul este centrul Universului și că toate „planetele” înconjurau Pământul. Motivele acestei percepții au fost că stelele și planetele păreau să se învârtă în jurul Pământului în fiecare zi  și aparenta percepție de bun-simț că Pământul era solid și stabil și că nu se mișca, ci era în repaus.

### Babilon
Prima civilizație cunoscută că a avut o teorie funcțională a planetelor au fost babilonienii, care au trăit în Mesopotamia în primul și al doilea mileniu î.Hr. Cel mai vechi text astronomic care s-a păstrat este Tăblița lui Venus a lui Ammisaduqa, o copie din secolul VII î.Hr. a unei liste de observații a mișcărilor planetei Venus, care datează probabil încă din al doilea mileniu î.Hr. Mul Apin este o pereche de tăblițe cuneiforme care datează din secolul al VII-lea î.Hr. și care desenează mișcările Soarelui, Lunii și planetelor pe parcursul anului. Astrologii babilonieni au pus, de asemenea, bazele pentru ceea ce ulterior a devenit astrologia occidentală. Enuma anu enlil scrisă în perioada neo-asiriană în secolul al VII-lea lea î.Hr., cuprinde o listă de semne și relațiile lor cu diverse fenomene cerești, inclusiv mișcările planetelor. Venus, Mercur, Marte, Jupiter și Saturn au fost toate identificate de astronomii babilonieni. Acestea vor rămâne singurele planete cunoscute până la inventarea telescopului, în timpurile moderne timpurii.

### Astronomie greco-romană
| 1 Luna | 2 Mercur | 3 Venus | 4 Soare | 5 Marte | 6 Jupiter | 7 Saturn |

Deoarece nu erau la fel de interesați de divinități ca babilonienii, inițial, grecii antici nu au acordau prea multă semnificație planetelor. Pitagoreicii, în secolele VI și V î.Hr. par să fi dezvoltat propria lor teorie planetară independentă, care a constat în Pământ, Soare, Lună, planete care se roteau în jurul unui „Foc Central“, centrul Universului. Se spune că Pitagora sau Parmenide a fost primul care a identificat steaua de seară (Hesperos) și steaua de dimineață (Phosphoros) ca fiind una și aceeași, deși acest lucru a fost cunoscut de mult timp de către babilonieni. În secolul al III-lea î.Hr. Aristarh din Samos a propus un sistem heliocentric, conform căruia Pământul și planetele se roteau în jurul Soarelui. Cu toate acestea, sistemul geocentric a rămas dominant până la Revoluția științifică.
Până în secolul I î.Hr., în perioada elenistică, grecii au început să dezvolte propriile scheme matematice pentru a prezice pozițiile planetelor. Aceste scheme, care s-au bazat mai mult pe geometrie decât pe aritmetica babilonienilor, au sfârșit prin a eclipsa teoriile babilonienilor deoarece erau mai complexe și cuprinzătoare, conținând majoritatea mișcărilor astronomice observate de pe Pământ cu ochiul liber. Aceste teorii au atins expresia lor maximă în Almagest, scrisă de Ptolemeu în secolul al II-lea. Atât de completă a fost dominația modelului lui Ptolemeu încât a înlocuit toate lucrările anterioare despre astronomie și a rămas textul astronomic definitiv în lumea occidentală timp de 13 secole. Pentru greci și romani existau șapte planete cunoscute, fiecare înconjurând Pământul conform legilor complexe stabilite de Ptolemeu. Erau, în ordine crescătoare de la Pământ (în ordinea lui Ptolemeu și folosind nume moderne): Luna, Mercur, Venus, Soarele, Marte, Jupiter și Saturn.

### India antică
În anul 499 astronomul indian Aryabhata a propus un model planetar care a încorporat în mod explicit rotația Pământului în jurul axei sale, pe care el o explică ca fiind cauza a ceea ce pare a fi o mișcare a stelelor spre vest. De asemenea, a crezut că orbitele planetelor sunt eliptice. Acest model a fost acceptat pe scară largă de mulți astronomi indieni, în special în India de Sud, unde au fost urmate principiile sale de rotație diurnă a Pământului, precum și o serie de lucrări secundare.
În 1500, Nilakantha Somayaji de la școala Kerala de astronomie și matematică, în lucrarea sa Tantrasangraha, a revizuit modelul lui Aryabhata. În Aryabhatiyabhasya, un comentariu despre Aryabhatiya lui Aryabhata, el a dezvoltat un model planetar în care Mercur, Venus, Marte, Jupiter și Saturn orbitează Soarele, care la rândul lor orbitează Pământul, similar cu sistemul tychonic care va fi propus mai târziu de Tycho Brahe la sfârșitul secolului al XVI-lea. Majoritatea astronomilor de la școala Kerala care l-au urmat au acceptat modelul său planetar.

### Lumea islamică
În secolul al XI-lea, tranzitul lui Venus a fost observat de Avicenna, care a stabilit că Venus era, cel puțin uneori, sub Soare în cosmologia tolemică. În secolul al XII-lea, Ibn Bajjah a observat „două planete ca puncte negre pe fața Soarelui“, care ulterior a fost identificat ca fiind tranzitul lui Mercur și Venus de către astronomul Qotb al-Din Shirazi în secolul al XIII-lea. Cu toate acestea, Ibn Bajjah nu ar fi putut observa un tranzit al lui Venus, deoarece nu a avut loc nici unul în timpul vieții sale.

### Renașterea europeană
| 1 Mercur | 2 Venus | 3 Pământ | 4 Marte | 5 Jupiter | 6 Saturn |

Pe măsură ce cunoștințele științifice au progresat, înțelegerea termenului „planetă” s-a schimbat de la ceva care se mișcă pe cer (în raport cu câmpul stelar) către un corp care orbitează Pământul (sau despre care se credea că ar face acest lucru la vremea respectivă) și, în secolul al XVIII-lea la ceva care orbita direct Soarele, când modelul heliocentric al lui Copernic, Galileo și Kepler a dobândit influență.
Astfel, Pământul a fost inclus în lista planetelor, în timp ce Soarele și Luna au fost excluse. La început, când primii sateliți ai lui Jupiter și Saturn au fost descoperiți în secolul al XVII-lea, termenii „planetă” și „satelit” au fost folosiți în mod interschimbabil, deși al doilea a obținut treptat prevalența în secolul următor. Până la mijlocul secolului al XIX-lea, numărul de „planete” a crescut rapid deoarece orice obiect recent descoperit care orbita direct Soarele a fost enumerat ca planetă de către comunitatea științifică.

### Secolul al XIX-lea
| 1 Mercur | 2 Venus | 3 Pământ | 4 Marte | 5 Vesta | 6 Juno | 7 Ceres | 8 Pallas | 9 Jupiter | 10 Saturn | 11 Uranus |

În secolul al XIX-lea, astronomii au început să conștientizeze că acele corpuri recent descoperite care au fost clasificate ca planete timp de aproape o jumătate de secol (cum ar fi Ceres, Pallas, Juno și Vesta) erau foarte diferite de cele tradiționale. Aceste corpuri au împărțit aceeași regiune de spațiu între Marte și Jupiter (centura de asteroizi) și aveau o masă mult mai mică; ca urmare au fost reclasificate ca „asteroizi”. 
În absența unei definiții formale, o „planetă” a ajuns să fie înțeleasă ca orice corp „mare” care orbita Soarele. Pentru că a existat un decalaj de dimensiuni dramatice între asteroizi și planete, iar valul noilor descoperiri părea să se fi încheiat după descoperirea lui Neptun în 1846, nu era necesară o definire formală.

### Secolul XX
| 1 Mercur | 2 Venus | 3 Pământ | 4 Marte | 5 Jupiter | 6 Saturn | 7 Uranus | 8 Neptun |

În secolul XX, a fost descoperită Pluto. Întrucât observațiile inițiale indicau că era mai mare decât Pământul, obiectul a fost imediat acceptat ca a noua planetă. Monitorizarea ulterioară a arătat că de fapt era mult mai mică: în 1936, Ray Lyttleton a sugerat că Pluto ar putea fi un satelit scăpat de la Neptun, iar Fred Whipple a sugerat în 1964 că Pluto ar putea fi o cometă. Întrucât era încă mult mai mare decât toți asteroizii cunoscuți,  și-a păstrat acest statut până în 2006.
| 1 Mercur | 2 Venus | 3 Pământ | 4 Marte | 5 Jupiter | 6 Saturn | 7 Uranus | 8 Neptun | 9 Pluto |

În 1992, astronomii Aleksander Wolszczan și Dale Frail au anunțat descoperirea planetelor în jurul unui pulsar, PSR B1257+12. Această descoperire este în general considerată a fi prima detectare definitivă a unui sistem planetar în jurul altei stele. Apoi, la 6 octombrie 1995, Michel Mayor și Didier Queloz de la Observatorul de la Geneva au anunțat prima detectare definitivă a unei exoplanete orbitând o stea obișnuită cu secvență principală (51 Pegasi).
Descoperirea planetelor extrasolare a dus la o altă ambiguitate în definirea unei planete: punctul în care o planetă devine stea. Multe planete extrasolare cunoscute au o masă mai mare de câteva ori masa lui Jupiter, apropiindu-se de cea a obiectelor stelare cunoscute sub numele de pitică cenușie. Piticele cenușii sunt considerate în general stele datorită capacității lor de a fuziona deuteriu, un izotop mai greu al hidrogenul. În timp ce stelele cu o masă mai mare de 75 de ori mai mare decât cea a lui Jupiter fuzionează hidrogenul, stelele cu o masă de doar 13 ori mai mare decât cea a lui Jupiter pot fuziona deuteriu. Deuteriu este destul de rar și majoritatea piticelor cenușii ar fi încetat să mai fuzioneze deuteriu cu mult înainte de descoperirea lor, făcându-le efectiv să nu se distingă de planetele supermasive.

### Secolul XXI

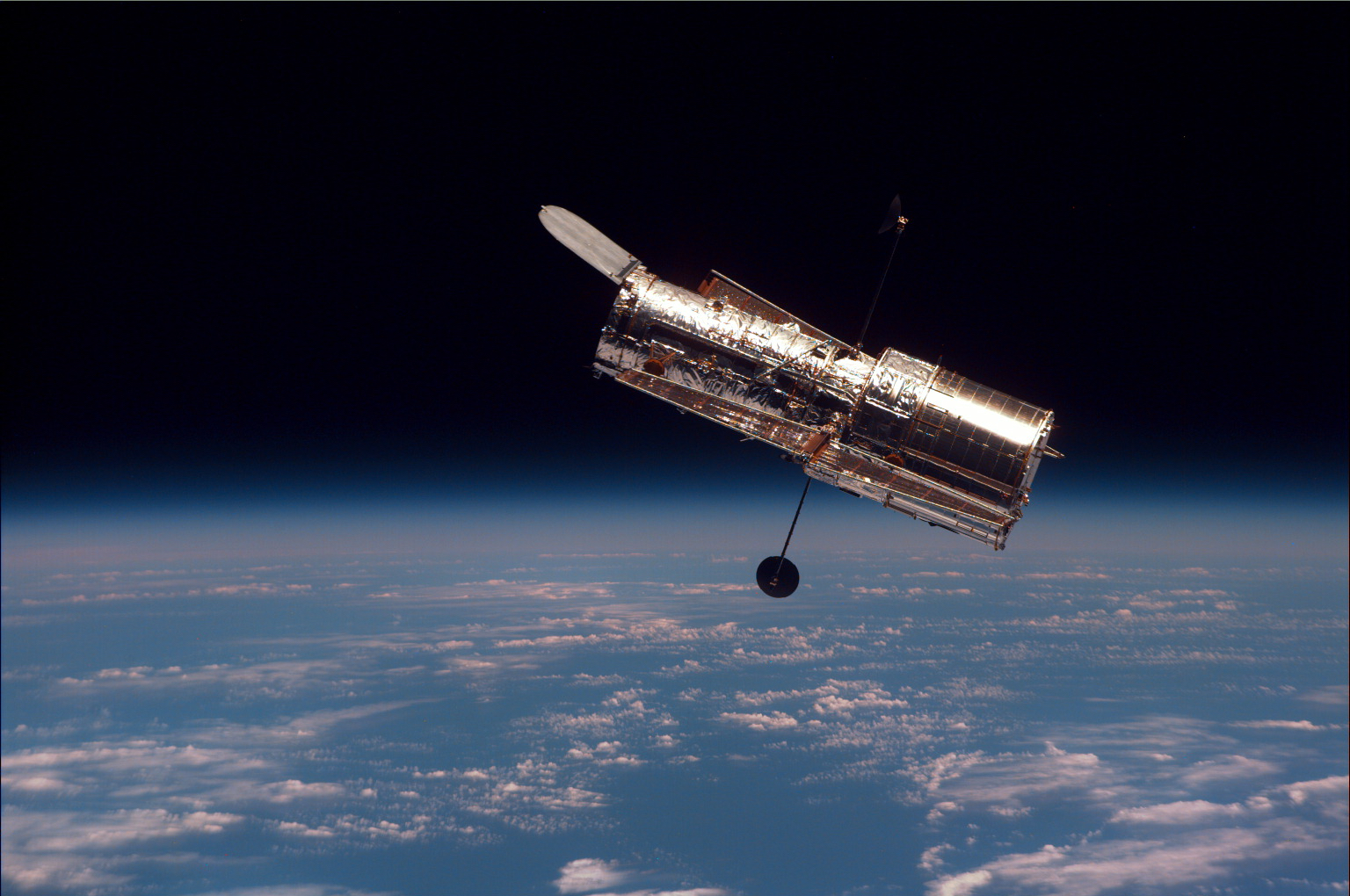
Telescopul spațial Hubble

Odată cu descoperirea din ultima jumătate a secolului XX a mai multor obiecte din Sistemul Solar și a obiectelor mari din jurul altor stele, au apărut dispute despre ceea ce ar trebui să constituie o planetă. Au existat dezacorduri deosebite cu privire la faptul că un obiect ar trebui să fie considerat o planetă dacă a făcut parte dintr-o populație distinctă, cum ar fi o centură, sau dacă a fost suficient de mare pentru a genera energie prin fuziunea termonucleară a deuteriului.
Un număr tot mai mare de astronomi au susținut că Pluto va fi declasificat ca planetă, deoarece multe obiecte similare care se apropiau de dimensiunile sale au fost găsite în aceeași regiune a Sistemului Solar (centura Kuiper) în anii 1990 și începutul anilor 2000. S-a descoperit că Pluto este doar un singur corp mic într-o populație de mii.
Unele dintre ele, cum ar fi Quaoar, Sedna și Eris, au fost anunțate în presa populară ca a zecea planetă, nereușind să primească recunoaștere științifică largă. În 2005, anunțul lui Eris, un obiect cu o masă cu 27% mai mare decât Pluto, a creat necesitatea și dorința publică pentru o definiție oficială a planetei.
Recunoscând problema, IAU a început procesul de creare a unei definiții a planetei și a produs una în august 2006. Numărul planetelor a scăzut la opt corpuri semnificativ mai mari, care și-au curățat orbita (Mercur, Venus, Pământ, Marte, Jupiter, Saturn, Uranus și Neptun) și a fost creată o nouă clasă de planete pitice, conținând inițial trei obiecte (Ceres, Pluto și Eris).

#### Planete extrasolare
Nu există o definiție oficială a planetelor extrasolare. În 2003, Grupul de lucru al Uniunii Astronomice Internaționale (IAU) pe Planetele Extrasolare a emis o declarație de poziție, dar această declarație de poziție nu a fost propusă niciodată ca rezoluție oficială a IAU și niciodată nu a fost votată de membrii IAU. Declarația de poziții include următoarele orientări, axate în mare parte pe granița dintre planete și pitice cenușii:
1. Sunt „planete” indiferent cum s-au format obiectele cu masă reală sub masa limită de fuziune termonucleară a deuteriului (calculată în prezent a fi de 13 ori mai mare decât masa lui Jupiter pentru obiectele cu aceeași abundență izotopică ca Soarele[53]) și orbitând stele sau resturi stelare. asa și dimensiunea minimă necesare pentru ca un obiect extrasolar să fie considerat o planetă ar trebui să fie aceeași cu cea utilizată în Sistemul Solar.
2. Obiectele substelare cu o masă reală deasupra masei limită a fuziunii termonucleare a deuteriului sunt „pitice cenușii”, indiferent de modul în care s-au format sau unde se află.
3. Obiectele plutitoare libere din grupele de stele tinere, a căror masă se află sub masa limită de fuziune termonucleară a deuteriului nu sunt „planete”, ci sunt „sub-pitice cenușii” (sau un alt nume mai potrivit care trebuie atribuit).

Această definiție de lucru este folosită pe scară largă de către astronomi atunci când publică descoperiri ale exoplanetelor în reviste academice. Deși este temporar, rămâne o definiție eficientă a funcționării până la adoptarea formală a uneia permanente. Nu abordează disputa privind limita de masă inferioară și astfel a evitat controversa privind obiectele din Sistemul Solar. Această definiție nu face nici un comentariu asupra stării planetare a obiectelor care orbitează pitice cenușii, cum ar fi 2M1207b.
O definiție a unei sub-pitice cenușii este un obiect cu masă planetară, format prin colapsul nebuloasei și nu prin acreție. Această distincție de formare între o sub-pitică cenușie și o planetă nu este convenită în mod universal; astronomii sunt împărțiți în două tabere dacă procesul de formare a unei planete este considerat ca parte a clasificării sale. Unul din motive este că, adesea, nu se poate determina procesul de formare. De exemplu, o planetă formată prin acreție în jurul unei stele poate fi ejectată din sistem devenind o plutitoare liberă, și, de asemenea, o sub-pitică cenușie care s-a format singură într-un grup de stele prin colapsul nebuloasei poate fi capturată pe orbita unei stele.
Un studiu sugerează că obiectele de peste 10 MJup formate prin instabilitate gravitațională nu ar trebui să fie încadrate ca planete.
Cele 13 mase Jupiter reprezintă o masă medie mai degrabă decât o valoare de prag precisă. Obiectele mari vor fuziona majoritatea deuteriului lor, iar cele mai mici vor fuziona doar puțin, iar valoarea de 13 MJup este undeva între ele. De fapt, calculele arată că un obiect fuzionează 50% din conținutul său de deuteriu inițial când masa totală este cuprinsă între 12 și 14 MJup. Cantitatea de deuteriu fuzionată depinde nu numai de masă, ci și de compoziția obiectului, de cantitatea de heliu și deuteriu prezent.

#### Definiția UAI din 2006 a planetei

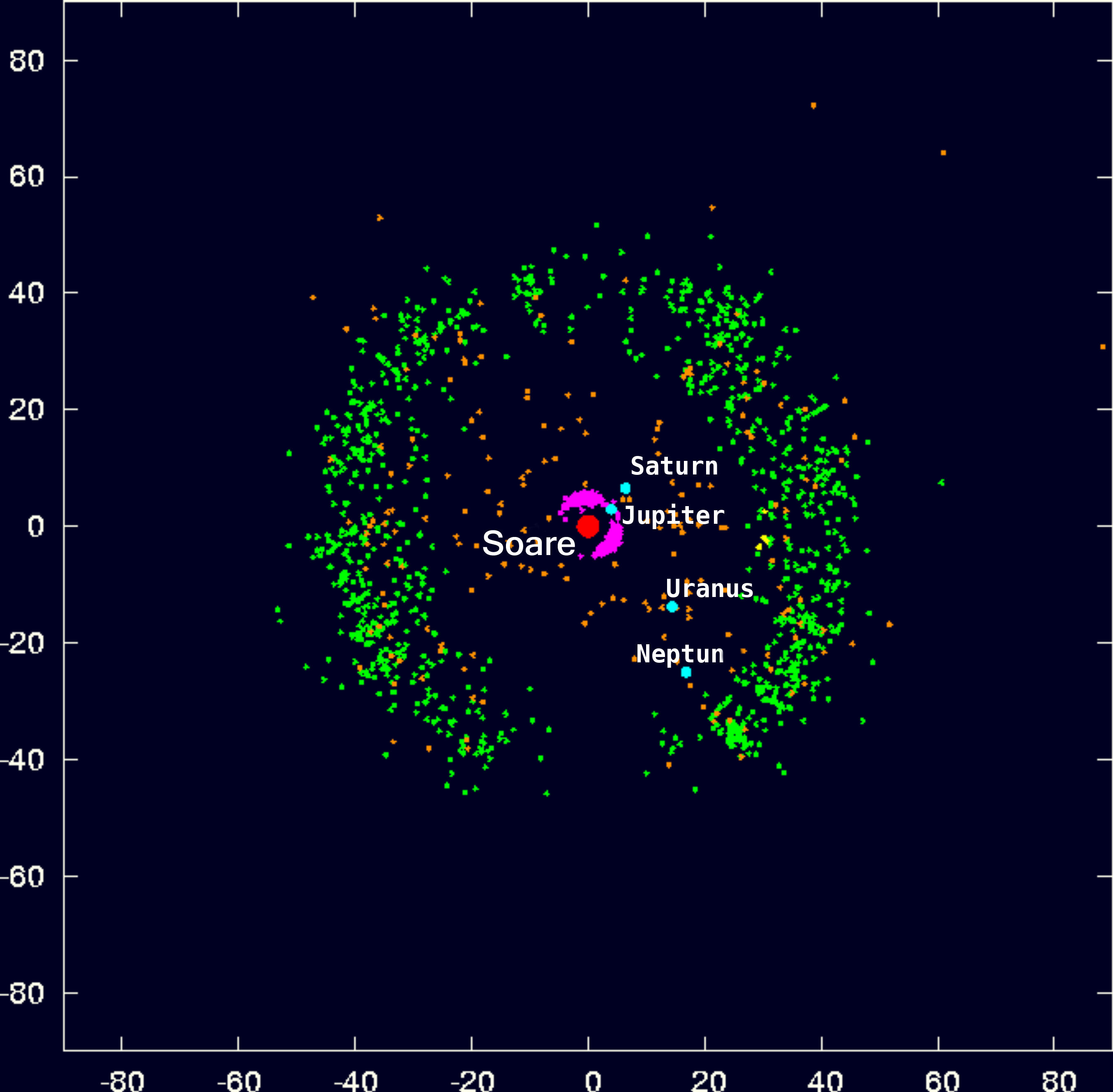
Pozițiile tuturor obiectelor din centura Kuiper (verde), și cele ale planetelor (albastru)

Problema limitei inferioare a fost abordată în cadrul ședinței din 2006 a Adunării Generale a UAI. După multe dezbateri adunarea a votat și a adoptat o rezoluție cu următoarea definiție a unei planete din Sistemul Solar:
„O „planetă” [1] este un corp ceresc care (a) se află pe orbită în jurul Soarelui, (b) are suficientă masă pentru a fi în echilibru hidrostatic (aproape rotund) și (c) a curățat vecinătatea orbitei sale.

[1] Cele opt planete sunt: Mercur, Venus, Pământ, Marte, Jupiter, Saturn, Uranus și Neptun.”
Conform acestei definiții, Sistemul Solar are opt planete. Corpurile care îndeplinesc primele două condiții, dar nu și a treia (cum ar fi Ceres, Pluto și Eris) sunt clasificate drept planete pitice, cu condiția să nu fie și sateliți naturali ai altor planete. Inițial, un comitet IAU a propus o definiție care ar fi inclus un număr mult mai mare de planete, deoarece nu a inclus (c) drept criteriu. După multe discuții, s-a decis, prin vot, ca aceste corpuri să fie clasificate ca planete pitice.
Această definiție se bazează pe teoriile formării planetare, în care embrionii planetari își curăță mai întâi vecinătatea orbitală de alte obiecte mai mici. După cum descrie astronomul Steven Soter:
„Produsul final al acumulării de discuri secundare este un număr mic de corpuri relativ mari (planete), fie pe orbitele care nu se intersectează, fie în rezonanță, care împiedică coliziunile între ele. Planetele minore și cometele, inclusiv obiectele din centura Kuiper, diferă de planete prin aceea că se pot ciocni între ei și cu planetele.”
Definiția UAI din 2006 prezintă unele provocări pentru exoplanete, deoarece limbajul este specific Sistemului Solar și pentru că criteriile de rotunjime și de curățare a zonei orbitale nu sunt în prezent observabile. Astronomul Jean-Luc Margot a propus un criteriu matematic care să stabilească dacă un obiect își poate curăța orbita în timpul vieții stelei gazdă, pe baza masei planetei, axa semimajoră și masa stelei gazdă. Această formulă produce o valoare π care este mai mare decât 1 pentru planete. Cele opt planete cunoscute și toate exoplanetele cunoscute au valori π peste 100, în timp ce Ceres, Pluto și Eris au valori π de 0,1 sau mai puțin. Obiecte cu valori π de 1 sau mai mult sunt de asemenea așteptate să fie aproximativ sferice, astfel încât obiectele care îndeplinesc cerința de curățare a zonei orbitale îndeplinesc automat cerința de rotunjire.

### Obiecte considerate anteriorplanete
Tabelul de mai jos prezintă corpurile Sistemului Solar care odată au fost considerate planete.
| Corp                                                                                    | Clasificarea actuală                        | Note | |
| --------------------------------------------------------------------------------------- | ------------------------------------------- | --- | --- |
| Soare                                                                                   | Stea                                        | Clasificată ca planetă clasică (din grecescul πλανῆται, rătăcitor) în Antichitatea clasică și Europa medievală, în conformitate cu modelul geocentric. | Clasificată ca planetă clasică (din grecescul πλανῆται, rătăcitor) în Antichitatea clasică și Europa medievală, în conformitate cu modelul geocentric.                                  |
| Luna                                                                                    | Satelit natural                             | Clasificată ca planetă clasică (din grecescul πλανῆται, rătăcitor) în Antichitatea clasică și Europa medievală, în conformitate cu modelul geocentric. | Clasificată ca planetă clasică (din grecescul πλανῆται, rătăcitor) în Antichitatea clasică și Europa medievală, în conformitate cu modelul geocentric.                                  |
| Io, Europa, Ganymede și Callisto                                                        | Sateliți naturali                           | Cei mai mari sateliți ai lui Jupiter, cunoscuți sub numele de sateliții galileeni după descoperitorul lor Galileo Galilei. El s-a referit la acești sateliți drept „planetele Mediciani” în cinstea protectorului său, familia Medici. Erau cunoscute sub numele de planete secundare. | |
| Titan, Iapetus, Rhea, Tethys, șid Dione                                                 | Sateliți naturali                           | Cinci dintre sateliții mai mari ai lui Saturn, descoperiți de Christiaan Huygens și Giovanni Domenico Cassini. La fel ca sateliții majori ai lui Jupiter, erau cunoscuți sub numele de planete secundare.                                                                              | |
| Pallas, Juno și Vesta                                                                   | Asteroizi                                   | Considerate planete de la descoperirea lor între 1801 și 1807 până când au fost reclasificate ca asteroizi în anii 1850. Ceres a fost clasificat ulterior drept planetă pitică în 2006.                                                                                                | Considerate planete de la descoperirea lor între 1801 și 1807 până când au fost reclasificate ca asteroizi în anii 1850. Ceres a fost clasificat ulterior drept planetă pitică în 2006. |
| Ceres                                                                                   | Planetă pitică și asteroid                  | Considerate planete de la descoperirea lor între 1801 și 1807 până când au fost reclasificate ca asteroizi în anii 1850. Ceres a fost clasificat ulterior drept planetă pitică în 2006.                                                                                                | Considerate planete de la descoperirea lor între 1801 și 1807 până când au fost reclasificate ca asteroizi în anii 1850. Ceres a fost clasificat ulterior drept planetă pitică în 2006. |
| Astraea, Hebe, Iris, Flora, Metis, Hygiea, Parthenope, Victoria, Egeria, Irene, Eunomia | Asteroizi                                   | Mai mulți asteroizi, descoperiți între 1845 și 1851. Lista corpurilor dintre Marte și Jupiter, listă care s-a extins rapid, a determinat reclasificarea lor ca asteroizi, lucru acceptat pe scară largă până în 1854.                                                                  | |
| Pluto                                                                                   | Planetă pitică și obiect din centura Kuiper | Primul obiect trans-neptunian cunoscut (adică planeta minoră cu o axă semi-majoră dincolo de Neptun). Considerată planetă de la descoperirea sa în 1930 până când a fost reclasificată ca planetă pitică în 2006.                                                                      | |

Dincolo de comunitatea științifică, Pluto are încă o importanță culturală pentru mulți din publicul larg datorită clasificării sale istorice ca planetă din 1930 până în 2006.

## Mitologie și nume

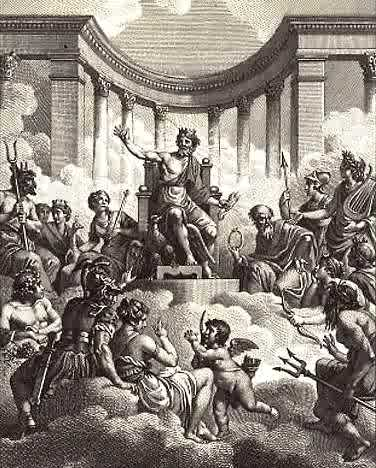
Zeii olimpici, după care au fost numite planetele din Sistemul Solar

Numele planetelor din lumea occidentală sunt derivate din practicile de numire ale romanilor, care în cele din urmă derivă din cele ale grecilor și ale babilonienilor. În Grecia antică, cele două mari stele Soarele și Luna erau numite Helios și Selene. Cea mai îndepărtată planetă (Saturn) se numea Phainon, „strălucitorul”, urmată de Phaethon (Jupiter), „luminosul”; planeta roșie (Marte) era cunoscută sub numele de Pyroeis, „cea de culoarea focului”. Cea mai strălucitoare (Venus) era cunoscută sub numele de Phosphorus, „cea aducătoare de lumină” iar planeta finală (Mercur) a fost numită Stilbon, „cea a strălucirii trecătoare”.
De asemenea, grecii au consacrat fiecare planetă unuia dintre zeii din panteonul lor: Helios și Selene erau nume atât de planete cât și de zei, Phainon a fost consacrat lui Cronos, titanul care a fost tatăl olimpicilor, Phaethon a fost consacrat lui Zeus, fiul lui Cronos care l-a detronat ca rege. Pyroeis a fost consacrat lui Ares, fiul lui Zeus și zeul războiului, Phosphoros era controlat de Afrodita, zeița iubirii iar Hermes, mesagerul zeilor și zeul învățării și al spiritului, a stăpânit asupra lui Stilbon.
Practica greacă de a transplanta numele zeilor planetelor a fost aproape sigur împrumutată de la babilonieni. Babilonienii au numit-o pe Phosphoros după zeița iubirii Ishtar, Pyroeis după zeul războiului Nergal, Stilbon după zeul înțelepciunii Nabu și pe Phaethon după zeul lor principal, Marduk. Există prea multe concordanțe între convențiile de denumire grecești și babiloniene pentru ca acestea să fi apărut separat. Traducerea nu a fost perfectă. De exemplu, zeul babilonian Nergal a fost un zeu al războiului și astfel grecii l-au identificat cu Ares. Spre deosebire de Ares, Nergal era și zeul bolilor și al infernului.
Astăzi, majoritatea oamenilor din lumea occidentală cunosc planetele după nume derivate din panteonul olimpic al zeilor. Deși grecii moderni încă își folosesc numele străvechi pentru planete, alte limbi europene, din cauza influenței Imperiului Roman și, mai târziu, a Bisericii Catolice, folosesc mai degrabă numele latine decât cele grecești. Romanii, care, la fel ca grecii erau indo-europeni, împărtășeau cu ei un panteon comun sub diferite denumiri, însă nu aveau bogate tradiții narative pe care cultura poetică greacă le-a dat zeilor lor. În perioada finală a Republicii Romane, scriitorii romani au împrumutat o mare parte din narațiunile grecești și le-au aplicat propriului panteon, până la punctul în care au devenit practic nu se mai puteau distinge.
Când romanii au studiat astronomia greacă, au dat planetelor propriile nume ale zeilor: Mercurius (pentru Hermes), Venus (Afrodita), Marte (Ares), Jupiter (Zeus) și Saturnus (Cronus). Când au fost descoperite planetele ulterioare în secolele al XVIII-lea și al XIX-lea, practica de numire a fost păstrată cu Neptūnus (Poseidon). Uranus este unic prin faptul că este numit mai degrabă după o zeitate greacă decât pentru omologul său roman (Caelus).

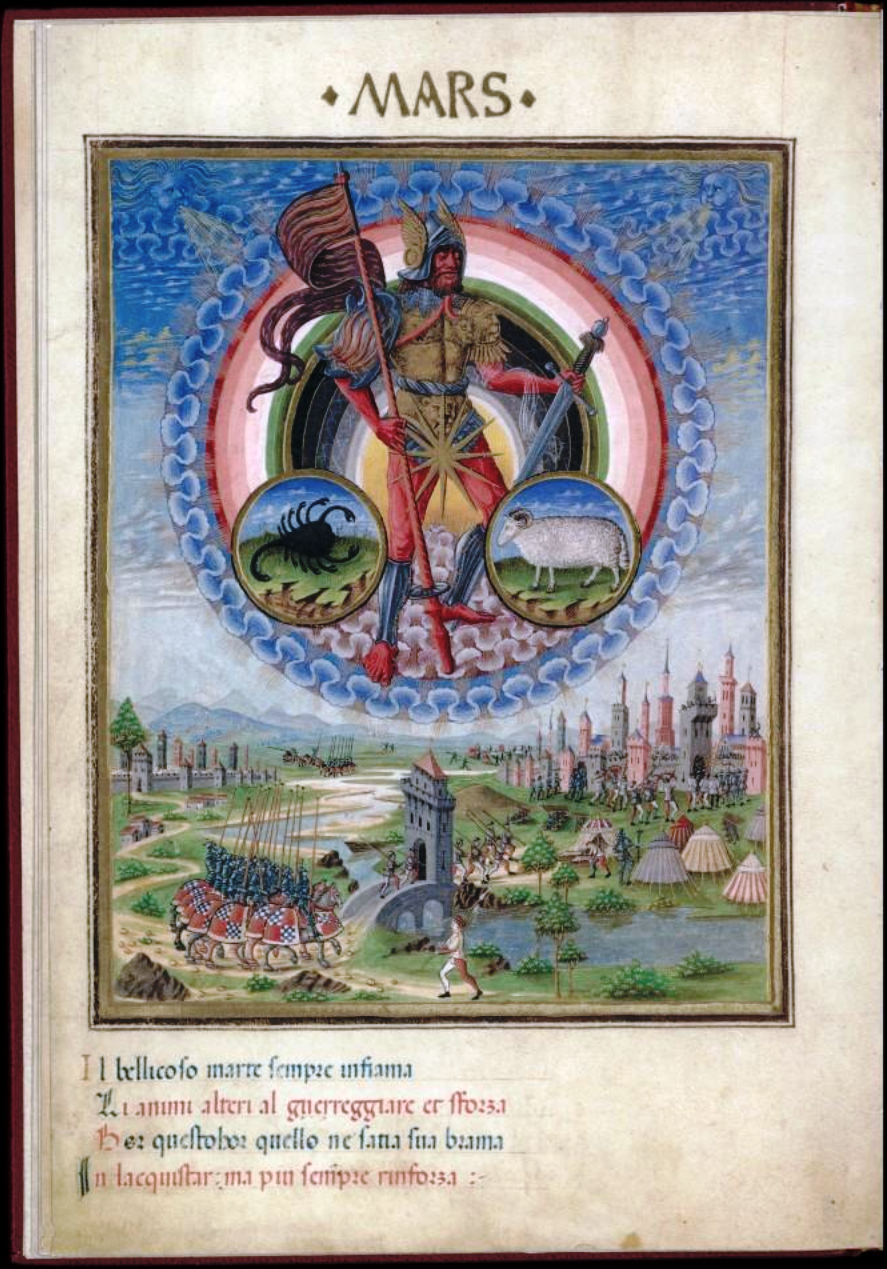
Personificarea lui Marte (miniatură din codul astrologic De Sphaera al Bibliotecii Estense, Modena).

Unii romani, după o credință originară din Mesopotamia, dar care s-a dezvoltat în Egiptul elenistic, credeau că cei șapte zei după care au fost numite planetele petreceau ore pe rând în fiecare zi având grijă de problemele de pe Pământ. Ordinea schimburilor era: Saturn, Jupiter, Marte, Soare, Venus, Mercur, Luna (de la cea mai îndepărtată până la cea mai apropiată planetă). Prin urmare, prima zi era începută de Saturn (ora 1), a doua zi de Soare (ora 25), urmată de Lună (ora 49), Marte, Mercur, Jupiter și Venus. Deoarece fiecare zi a fost numită de zeul care a început-o, aceasta este și ordinea zilelor săptămânii în calendarul roman după ciclul Nundinae fost respins.
Întrucât Pământul a fost acceptat în general ca planetă în secolul al XVII-lea, nu există o tradiție de a-l numi după un zeu.
Culturile non-europene folosesc alte sisteme de denumire planetară. India folosește un sistem bazat pe Navagraha, care include cele șapte planete tradiționale (Surya pentru Soare, Chandra pentru Lună, Budha pentru Mercur, Shukra pentru Venus, Mangala pentru Marte, Bṛhaspati pentru Jupiter și Shani pentru Saturn) și nodurile lunare ascendente și descendente (puncte în care orbita Lunii traversează ecliptica) Rahu și Ketu.
China și țările din estul Asiei supuse istoric influenței culturale chinezești (cum ar fi Japonia, Coreea și Vietnam) folosesc un sistem de denumire bazat pe cele cinci elemente chinezești: apă (Mercur), metal (Venus), foc (Marte), lemn (Jupiter) și pământ (Saturn).
În astronomia tradițională ebraică, cele șapte planete tradiționale au (în cea mai mare parte) denumiri descriptive - Soarele este חמה Ḥammah sau „cel fierbinte”, Luna este לבנה Levanah sau „cea albד”, Venus este כוכב נוגה Kokhav Nogah sau „planeta strדlucitoare”, Mercur este כוכב Kokhav sau „planeta” (avגnd מn vedere lipsa ei de caracteristici distincte), Marte este מאדים Ma'adim sau „cea roșie”, iar Saturn este שבתאי Shabbatai sau „cel care se odihnește” (מn referire la mișcarea sa lentד מn comparație cu celelalte planete vizibile). Cel mai ciudat este Jupiter, numit צדק Tzedeq sau „dreptate”. Steiglitz sugereazד cד ar putea fi un eufemism pentru numele original al כוכב בעל Kokhav Ba'alsau „planeta lui Baal“.
־n arabד, Mercur este عُطَارِد (ʿUṭārid, este asociat cu Ishtar/Astarte), Venus este الزهرة (az-Zuhara, "cea strדlucitoare", un epitet al zeiței Al-'Uzzב), Pדmגntul este الأرض (al-ʾArḍ, de la aceeași rדdדcinד ca eretz), Marte este اَلْمِرِّيخ (al-Mirrīkh, מnsemnגnd „sדgeata fדrד pene” datoritד mișcדrii sale retrograde), Jupiter este المشتري (al-Mutarī, „cel de מncredere”, din Akkadian) și Saturn este زُحَل (Zuḥal, „cel care abandoneazم”).

## Formare

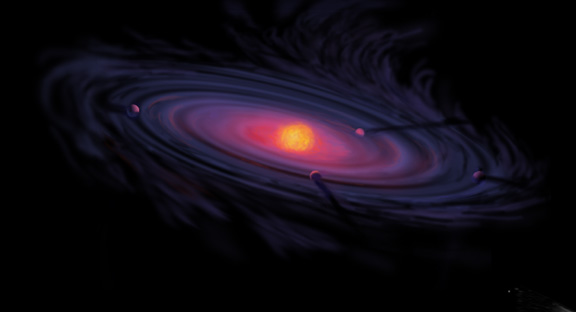
Disc protoplanetar (concept artistic)

Nu se cunoaște cu certitudine cum se formează planetele. Teoria predominantă este aceea că acestea sunt formate în timpul colapsării unei nebuloase într-un disc subțire de gaz și praf. În nucleu se formează o protostea, înconjurat de un disc protoplanetar rotativ. Prin acreție (un proces de aglutinare de coliziune) particulele de praf din disc acumulează constant masă formând corpuri tot mai mari. Se formează concentrații locale de masă cunoscute sub numele de planetezimale care accelerează procesul de acreție prin atragerea de material suplimentar cu forța sa gravitațională. Aceste concentrații devin din ce în ce mai dense până se prăbușesc spre interior datorită gravitației formând protoplanete. După ce o planetă atinge o masă ceva mai mare decât masa lui Marte, aceasta începe să acumuleze o atmosferă extinsă, crescând mult rata de captare a planetezimalelor. În funcție de istoricul acumulărilor de solide și gaze, poate rezulta o planetă uriașă, un gigant de gheață sau o planetă telurică.

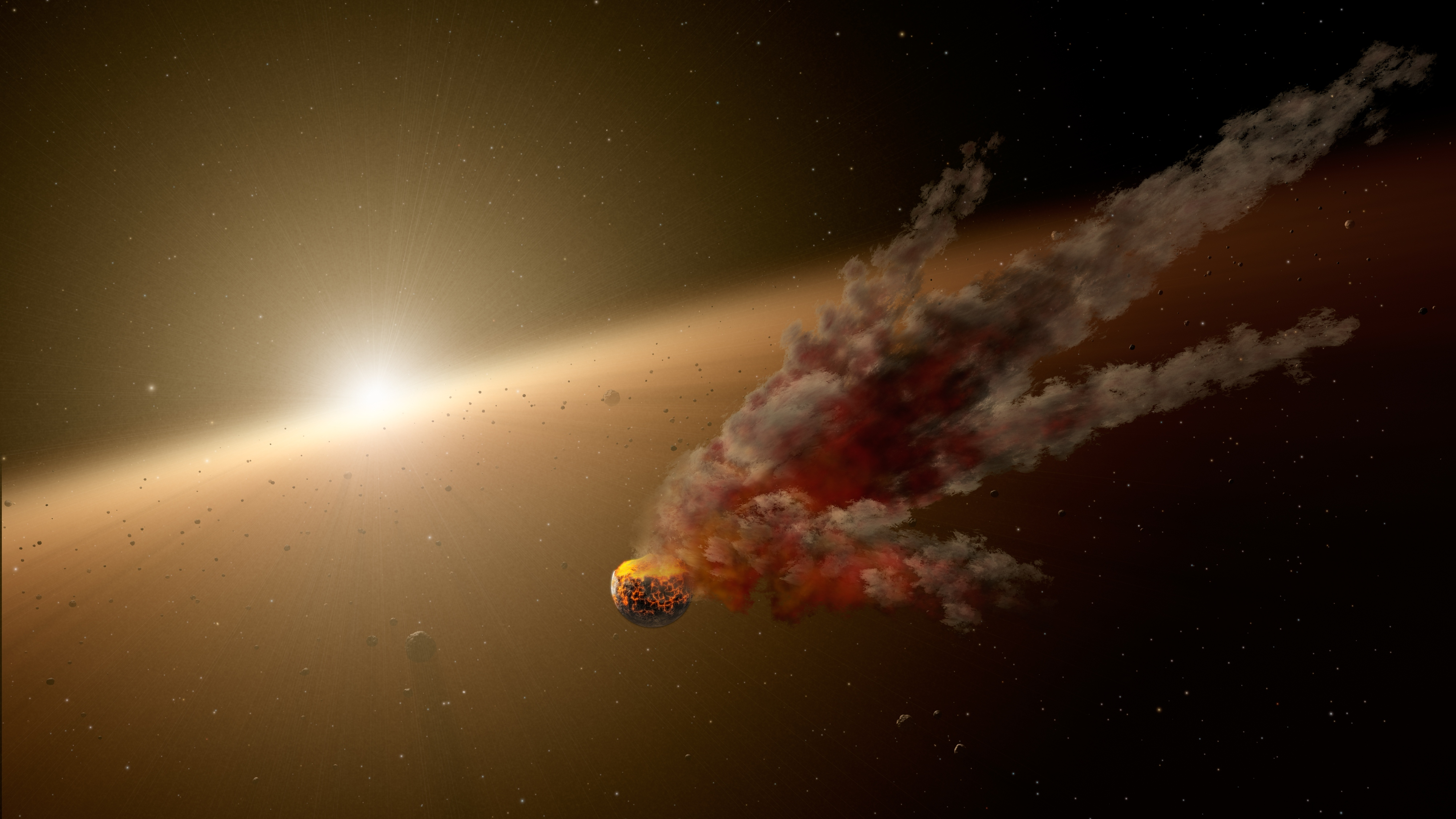
Coliziune asteroidă - o construcție de planete (concept artistic).

Când protosteaua a crescut până la punctul de aprindere pentru a forma o stea, discul rămas este îndepărtat din interior spre exterior prin fotoevaporare, vânt solar și alte efecte.
După aceea, pot exista numeroase protoplanete care orbitează steaua sau una pe cealaltă, dar în timp, multe se vor ciocni, fie pentru a forma o singură planetă mai mare, fie eliberând material care va fi absorbit de alte protoplanete sau planete. Acele obiecte care au devenit suficient de masive, vor capta cea mai mare parte din vecinătatea lor orbitală devenind planete. Protoplanetele care au evitat coliziunile pot deveni sateliți naturali ai planetelor printr-un proces de captare gravitațională sau rămân în centurile altor obiecte pentru a deveni planete pitice sau corpuri mici.
Impactul energetic al planetelor mai mici (precum și dezintegrarea radioactivă) vor încălzi planeta în creștere, determinând să se topească cel puțin parțial. Interiorul planetei începe să se diferențieze în funcție de masă, dezvoltând un nucleu mai dens. Planetele telurice mai mici își pierd cea mai mare parte a atmosferei din cauza acestei acreții, dar gazele pierdute pot fi înlocuite prin pierderea gazelor din manta și a impactelor ulteriore cu cometele. (Planetele mai mici vor pierde orice atmosferă pe care o vor câștiga prin diferite mecanisme de evadare.)
Odată cu descoperirea și observarea sistemelor planetare din jurul altor stele, devine posibilă elaborarea, revizuirea sau chiar înlocuirea acestui proces. În prezent, se crede că nivelul de metalicitate - termen astronomic care descrie abundența elementelor chimice cu un număr atomic mai mare de 2 (heliu) - determină probabilitatea ca o stea să aibă planete. Prin urmare, se crede că o stea de populație I bogată în metale va avea probabil un sistem planetar mai substanțial decât o stea de populație II, săracă în metale.

## Sistemul Solar
Există opt planete în Sistemul Solar, în următoarea ordine a distanței față de Soare: 
1. ☿ Mercur
2. ♀ Venus
3. 🜨 Pământ
4. ♂ Marte
5. ♃ Jupiter
6. ♄ Saturn
7. ♅ Uranus
8. ♆ Neptun

Jupiter este cea mai mare, de 318 ori mai mare decât Pământul, în timp ce Mercur este cea mai mică, cu 0,055 din masa Pământului.
Planetele Sistemului Solar pot fi împărțite în categorii în funcție de compoziția lor:
- Telurice: Planete care sunt similare cu Pământul, cu corpuri compuse în mare parte din rocă: Mercur, Venus, Pământ și Marte. La 0,055 din masa Pământului, Mercur este cea mai mică planetă telurică (și cea mai mică planetă) din Sistemul Solar. Pământul este cea mai mare planetă telurică.
- Planete gigant (ioviene): Planete masive, semnificativ masive față de cele telurice: Jupiter, Saturn, Uranus, Neptun.
  - Gigant gazos, Jupiter și Saturn sunt planete gigant compuse în principal din hidrogen și heliu și sunt cele mai masive planete din Sistemul Solar. Jupiter, care are de 318 ori masa Pământului, este cea mai mare planetă din Sistemul Solar, iar Saturn are de 95 de ori masa Pământului.
  - Gigant de gheață, Uranus și Neptun, sunt compuse în principal din materiale cu punct de fierbere scăzut, cum ar fi apă, metan și amoniac, cu atmosfere groase de hidrogen și heliu. Au o masă semnificativ mai mică decât giganții gazoși (doar de 14 și 17 ori masa Pământului).

### Atribute planetare
| | Nume       | Diametrul ecuatorial | Masă  | Semiaxa majoră (AU) | Perioadă orbitală (ani) | Înclinația spre ecuatorul Soarelui (°) | Excentricitate orbitală | Perioadă de rotație (zile) | Sateliți confirmați | Înclinare axială (°) | Inele | Atmosferă   |
| --- | ---------- | -------------------- | ----- | ------------------- | ----------------------- | -------------------------------------- | ----------------------- | -------------------------- | ------------------- | -------------------- | ----- | ----------- |
| 1. | Mercur     | 0,382                | 0,06  | 0,39                | 0,24                    | 3,38                                   | 0,206                   | 58,64                      | 0                   | 0,04                 | nu    | minimă      |
| 2. | Venus      | 0,949                | 0,82  | 0,72                | 0,62                    | 3,86                                   | 0,007                   | −243,02                    | 0                   | 177,36               | nu    | CO2, N2     |
| 3. | Pământ (a) | 1,00                 | 1,00  | 1,00                | 1,00                    | 7,25                                   | 0,017                   | 1,00                       | 1                   | 23,44                | nu    | N2, O2, Ar  |
| 4. | Marte      | 0,532                | 0,11  | 1,52                | 1,88                    | 5,65                                   | 0,093                   | 1,03                       | 2                   | 25,19                | nu    | CO2, N2, Ar |
| 5. | Jupiter    | 11,209               | 317,8 | 5,20                | 11,86                   | 6,09                                   | 0,048                   | 0,41                       | 79                  | 3,13                 | da    | H2, He      |
| 6. | Saturn     | 9,449                | 95,2  | 9,54                | 29,46                   | 5,51                                   | 0,054                   | 0,43                       | 82                  | 26,73                | da    | H2, He      |
| 7. | Uranus     | 4,007                | 14,6  | 19,22               | 84,01                   | 6,48                                   | 0,047                   | −0,72                      | 27                  | 97,77                | da    | H2, He, CH4 |
| 8. | Neptun     | 3,883                | 17,2  | 30,06               | 164,8                   | 6,43                                   | 0,009                   | 0,67                       | 14                  | 28,32                | da    | H2, He, CH4 |
| Legenda culorilor: planete telurice gigante gazoase gigante de gheață (a) Găsiți valori absolute în articolul Pământ |            |                      |       |                     |                         |                                        |                         |                            |                     |                      |       |             |

## Exoplanete

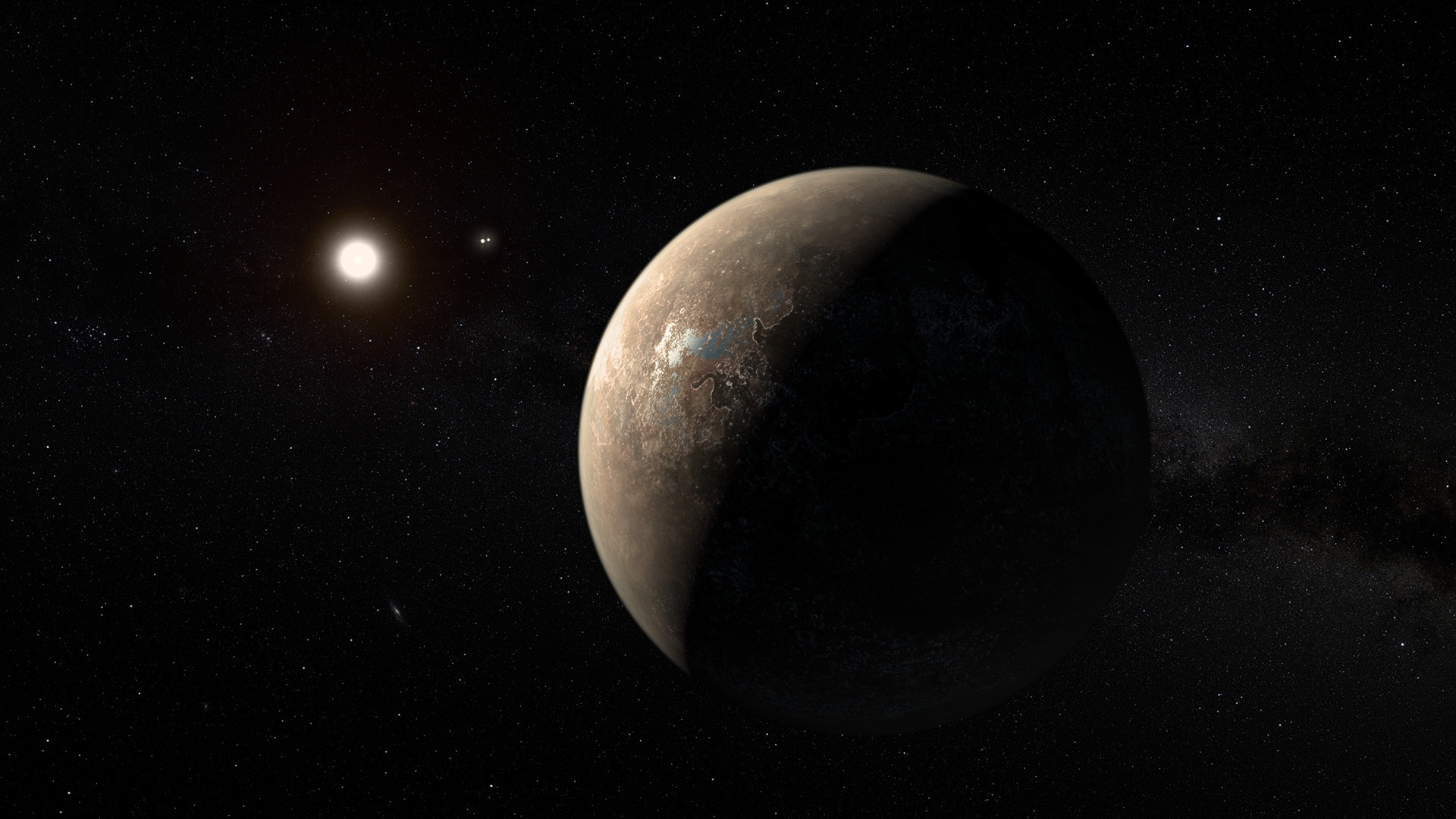
Exoplaneta Proxima Centauri b care orbitează steaua Proxima Centauri, care este steaua cea mai apropiată de Soare (4,244 ani-lumină).

O exoplanetă (planetă extrasolară) este o planetă din afara Sistemului Solar. La 2 aprilie 2020 existau 4.241 de exoplanete confirmate în 3.139 de sisteme, din care 691 de sisteme au mai multe planete.
La începutul anului 1992, radioastronomii Aleksander Wolszczan și Dale Frail au anunțat descoperirea a două planete care orbitează pulsarul PSR 1257+12. Această descoperire a fost confirmată și este în general considerată a fi prima detectare definitivă a exoplanetelor. Se crede că aceste planete pulsare s-au format din rămășițele unei supernovei care a produs pulsarul.
Prima descoperire confirmată a unei planete extrasolare orbitând o stea obișnuită cu secvență principală s-a produs la 6 octombrie 1995, când Michel Mayor și Didier Queloz de la Universitatea din Geneva au anunțat depistarea unei exoplanete în jurul stelei 51 Pegasi. De atunci până la misiunea Kepler, cele mai cunoscute planete extrasolare au fost giganți gazoși comparabili în masă cu Jupiter sau mai mari, deoarece au fost mai ușor detectat. Catalogul planetelor candidate Kepler constă în cea mai mare parte din planete de dimensiunea Neptunului sau mai mici, până la mai mici decât Mercur.

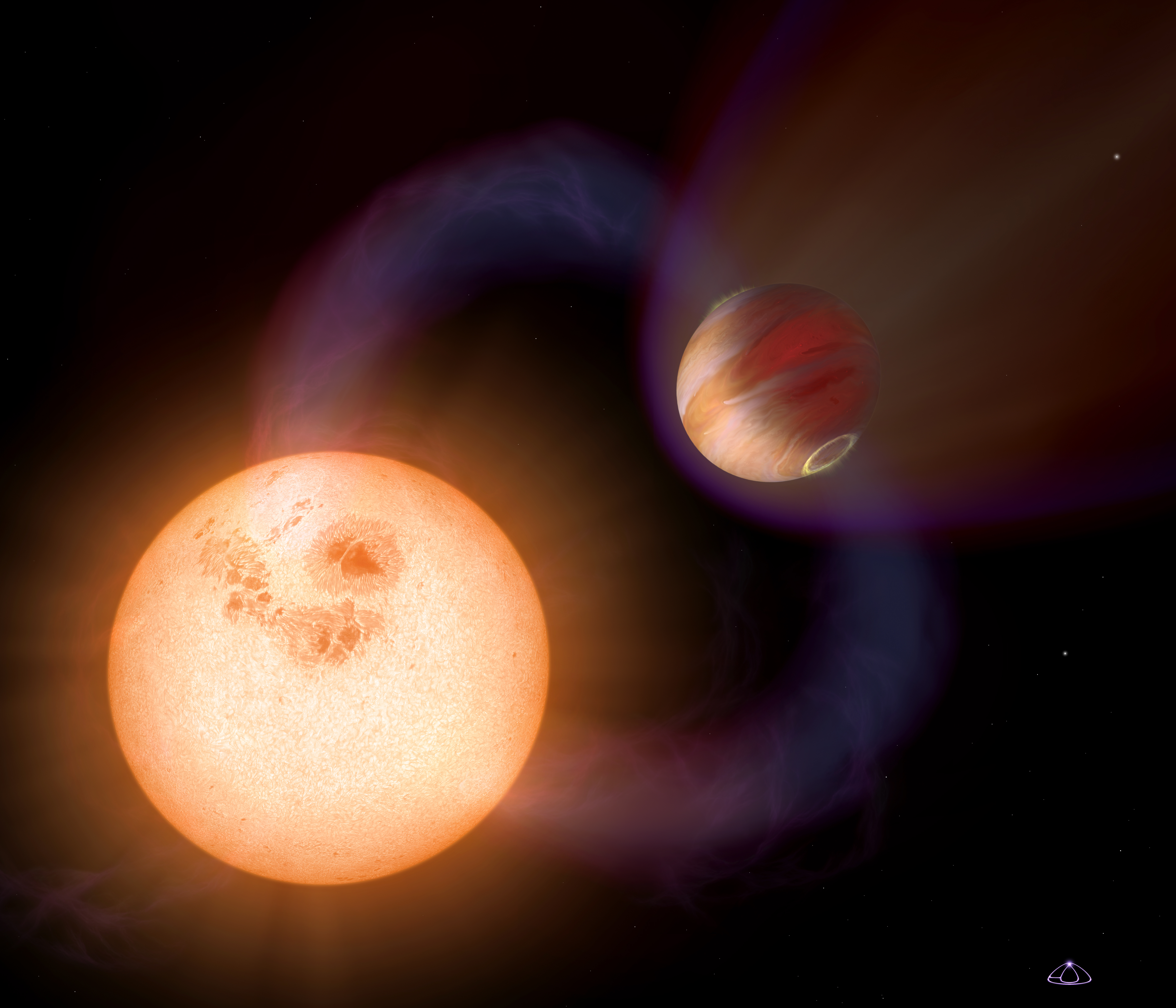
O exoplanetă cu o perioadă orbitală foarte scurtă. (concept artistic)

Există noi categorii de planete pe care nu le găsim în Sistemul Solar: așa numitele Super-Pământ și Mini-Neptun, care ar putea fi stâncoase precum Pământul sau un amestec de gaze precum Neptun; o posibilă line de demarcare între cele două tipuri de planetă ar putea fi o rază de 1,75 ori mai mare decât Pământ. Există Jupiteri fierbinți care orbitează foarte aproape de steaua lor și s-ar putea evapora devenind planete chtoniene, care sunt nucleele rămase. Un alt tip posibil de planetă sunt planetele de carbon, care se formează în sisteme cu o proporție mai mare de carbon decât în Sistemul Solar.
Un studiu din 2012, care analizează datele de microlentile gravitaționale estimează o medie de cel puțin 1,6 planete legate de fiecare stea din Calea Lactee.
La 20 decembrie 2011, echipa telescopului spațial Kepler a raportat descoperirea primelor exoplanete de dimensiunea Pământului: Kepler-20e și Kepler-20f, care orbitează o stea asemănătoare Soarelui, Kepler-20.
Există exoplanete care sunt mult mai apropiate de steaua lor mamă decât orice planetă din Sistemul Solar de Soare și există și exoplanete care sunt mult mai îndepărtate de steaua lor. Mercur, cea mai apropiată planetă de Soare, la 0,4 AU, are o orbită de 88 de zile dar cele mai scurte orbite cunoscute pentru exoplanete durează doar câteva ore. Sistemul Kepler-11 are cinci dintre planetele sale pe orbite mai scurte decât ale lui Mercur, toate planetele fiind mult mai masive decât Mercur. Neptun este la 30 AU de Soare și are o orbită de 165 de ani dar există exoplanete care sunt la sute de AU de steaua lor și au o orbită de peste 1000 de ani, de exemplu 1RXS1609 b.

## Obiecte de masă planetară

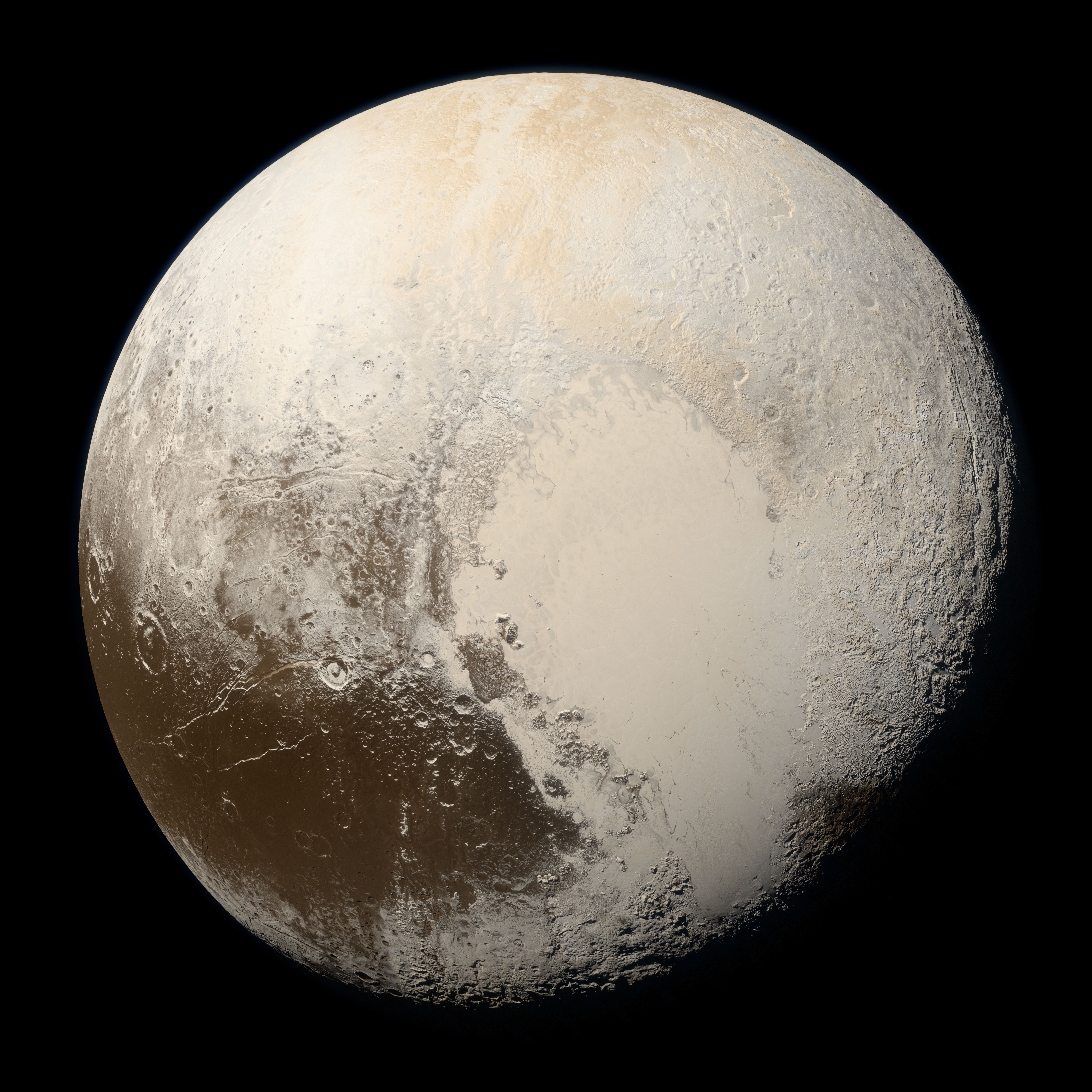
Planeta pitică Pluto

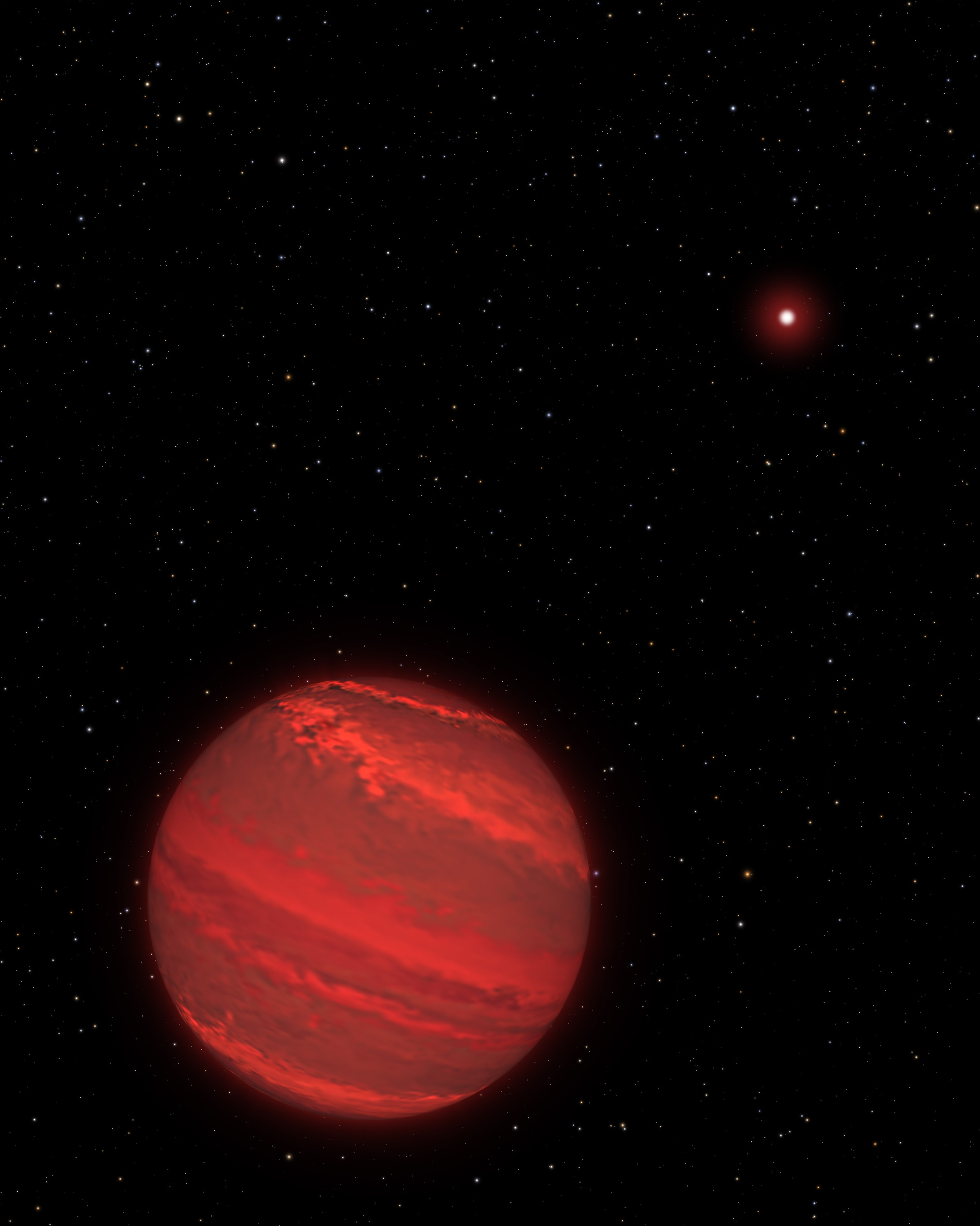
Super-Jupiter în jurul piticei cenușii 2M1207. (concept artistic)

Un obiect de masă planetară sau corp planetar este un obiect ceresc cu o masă care se încadrează în domeniul definiției unei planete: suficient de masiv pentru a atinge echilibrul hidrostatic (pentru a fi rotunjit sub propria gravitație), dar nu suficient pentru a susține fuziunea nucleului ca o stea. Prin definiție, toate planetele sunt obiecte de masă planetară, dar scopul acestui termen este să se refere la obiecte care nu se conformează așteptărilor tipice pentru o planetă. Acestea includ planete pitice, care sunt rotunjite de propria lor gravitație dar nu sunt suficient de masive pentru a-și curăța propria orbită, sateliții mai mari și planetele orfane plutitoare libere care sunt ejectate dintr-un sistem sau obiecte formate prin colapsul nebuloasei și nu prin acreție (uneori numite sub-pitice cenușii).

### Planetă pitică
O planetă pitică este un obiect de masă planetară care nu este nici planetă adevărată și nici satelit natural; se află pe orbita directă a unei stele și este suficient de masivă pentru ca gravitația sa să o comprime într-o formă hidrostatică echilibrată (de obicei un sferoid), dar nu a curățat vecinătatea orbitei sale de alte materiale. Alan Stern, care a propus termenul „planetă pitică”, a susținut că amplasarea nu ar trebui să conteze și că ar trebui luate în considerare doar atributele geofizice (definiția geofizică a planetei), și că planetele pitice sunt astfel un subtip al planetei. Cu toate acestea, UAI clasifică planetele pitice ca o categorie separată. Nu se cunoaște numărul planetelor pitice din Sistemul Solar. UAI a recunoscut trei (Ceres, Pluto și Eris) și a atribuit numirea a doi candidați suplimentari, Haumea și Makemake, comitetului de numire a planetelor pitice din cadrul UAI.

### Planetă orfană
Mai multe simulări computerizate ale formării stelare și a sistemului planetar au sugerat ca unele obiecte de masă planetară să fie ejectate în spațiul interstelar. Unii oameni de știință au susținut că astfel de obiecte găsite în spațiul adânc ar trebui clasificate drept „planete”, deși alții au sugerat că ar trebui numite pitice cenușii cu masă scăzută.

### Sub-pitică cenușie
Stelele se formează prin colapsul gravitațional al norilor de gaz, dar obiectele mai mici se pot forma și prin colapsul norului. Obiectele de masă planetară formate în acest fel sunt uneori numite sub-pitice cenușii.Sub-piticele cenușii pot fi plutitoare libere, cum ar fi Cha 110913-773444 și OTS 44, su pot orbita un obiect mare, cum ar fi 2MASS J04414489+2301513.
Sistemele binare ale sub-piticelor cenușii sunt teoretic posibile; inițial s-a crezut că Oph 162225-240515 era un sistem binar dintre o pitică cenușie de 14 mase Jupiter și o sub-pitică cenușie de 7 mase Jupiter, dar observațiile ulterioare au revizuit masele estimate în sus la peste 13 mase Jupiter, făcându-le pitice cenușii, conform definițiilor de lucru ale UAI.

### Foste stele
În sistemele binare una dintre stele poate pierde masă în favoarea însoțitorului mai greu. Steaua în scădere poate deveni apoi un obiect de masă planetară. Un exemplu este un obiect de masă Jupiter care orbitează pulsarul PSR J1719-1438. Aceste pitice albe pot deveni planetă de heliu sau planetă de carbon.

### Planetă satelit
Unii sateliți mari au dimensiuni similare sau mai mari decât planeta Mercur, de exemplu sateliții galileeni ai lui Jupiter și Titan. Alan Stern a susținut că amplasarea nu ar trebui să conteze și că în definiția unei planete trebuie luate în considerare doar atributele geofizice și propune termenul de planetă satelit pentru un satelit de dimensiunea unei planete.

### Planetă capturată
Planetele orfane din roiuri stelare au viteze similare cu stelele și astfel pot fi recapturate. De obicei, sunt captate pe orbite largi, între 100 și 105 AU. Eficiența de captare scade odată cu creșterea volumului roiului, iar pentru o anumită dimensiune a roiului eficiența de captare crește odată cu masa gazdei. Este aproape independent de masa planetară. Planetele singure și multiple pot fi capturate în orbite arbitrare nealiate, necoplanare între ele sau cu rotația gazdelor stelare.

## Atribute
Deși fiecare planetă are caracteristici fizice unice, există unele caracteristici comune între ele. Unele dintre aceste caracteristici, cum ar fi inelele sau sateliții naturali, au fost observate până acum doar la planetele din Sistemul Solar, în timp ce altele sunt observate în mod obișnuit și la planetele extrasolare.

### Caracteristici dinamice

#### Orbită

Venus orbitează Soarele de la o distanță medie de aproximativ 108 milioane de kilometri (aproximativ 0,7 AU) și completează o orbită la fiecare 224,65 zile. Venus se învârte în jurul Soarelui de aproximativ 1,6 ori (traseu galben) în cele 365 de zile ale Pământului (traseu albastru).

Conform definițiilor actuale, toate planetele trebuie să se învârtă în jurul stelelor; prin urmare, orice planetă orfană este exclusă. În Sistemul Solar, toate planetele orbitează Soarele în aceeași direcție cu rotirea Soarelui (în sens invers acelor de ceasornic, așa cum se vede deasupra polului nord al Soarelui). A fost descoperită cel puțin o planetă extrasolară, WASP-17b care orbitează în direcția opusă rotației stelei sale.
Perioada revoluției unei planete pe orbita sa este cunoscută sub denumirea de perioadă siderală sau an sideral.
Un an pe o planetă depinde de distanța de steaua sa; cu cât o planetă este mai îndepărtată de steaua sa, nu numai că va avea o distanță mai mare de parcurs, dar va reduce și viteza deoarece va fi mai puțin afectată de gravitația stelei. Nici o orbită a planetei nu este perfect circulară și, prin urmare, distanța fiecăreia variază de-a lungul anului. Cea mai apropiată abordare a stelei sale se numește periapsă (periheliu în Sistemul Solar), în timp ce cea mai mare îndepărtare de stea se numește apoapsă (afeliu). Pe măsură ce o planetă se apropie de periapsidă, viteza sa crește pe măsură ce energia gravitațională se transformă în energie cinetică, la fel cum un obiect care cade pe Pământ accelerează pe măsură ce cade; pe măsură ce planeta atinge apoapsida, viteza sa scade, la fel cum un obiect aruncat în sus pe Pământ încetinește, când atinge vârful traiectoriei sale.
Orbita fiecărei planete este definită de un set de elemente:
- Excentricitatea unei orbite descrie modul în care est alungită orbita unei planete. Planetele cu excentricități scăzute au orbite mai circulare, în timp ce planetele cu excentricități ridicate au orbite mai eliptice. Planetele din Sistemul Solar au excentricități foarte scăzute și deci aproape orbite circulare.[118] Cometele și obiectele centurii Kuiper (precum și mai multe planete extrasolare) au excentricități foarte mari și deci orbite extrem de eliptice.[120][121]

Ilustrarea unei semiaxe majore

- Ilustrarea unei semiaxe majore Semiaxa majoră este distanța de la o planetă la jumătatea celui mai mare diametru al orbitei sale eliptice (vezi imaginea). Această distanță nu este aceeași cu apoapsida sa, deoarece nici o orbită a planetei nu are steaua exact în centrul ei.[118]
- Înclinația unei planete indică cât de departe este orbita sa deasupra sau sub un plan de referință. În Sistemul Solar, planul de referință este planul orbitei Pământului, numit ecliptic. Pentru planetele extrasolare, planul, cunoscut sub numele de planul cerului sau planul celest, este planul perpendicular pe linia de vedere a observatorului de pe Terra.[122] Toate cele opt planete ale Sistemului Solar se află foarte aproape de ecliptică; cometele și obiectele centurii Kuiper precum Pluto sunt cu unghiuri mult mai mari față de aceasta.[123] Punctele în care o planetă își traversează planul de referință deasupra și dedesubt se numesc noduri ascendente și descendente.[118] Longitudinea nodului ascendent este unghiul dintre longitudinea zero a planului de referință și nodul ascendent al planetei. Argumentul periapsei (sau periheliu în Sistemul Solar) este unghiul dintre nodul ascendent a planetei și cea mai mare apropiere de steaua sa.[118]

#### Înclinare axială

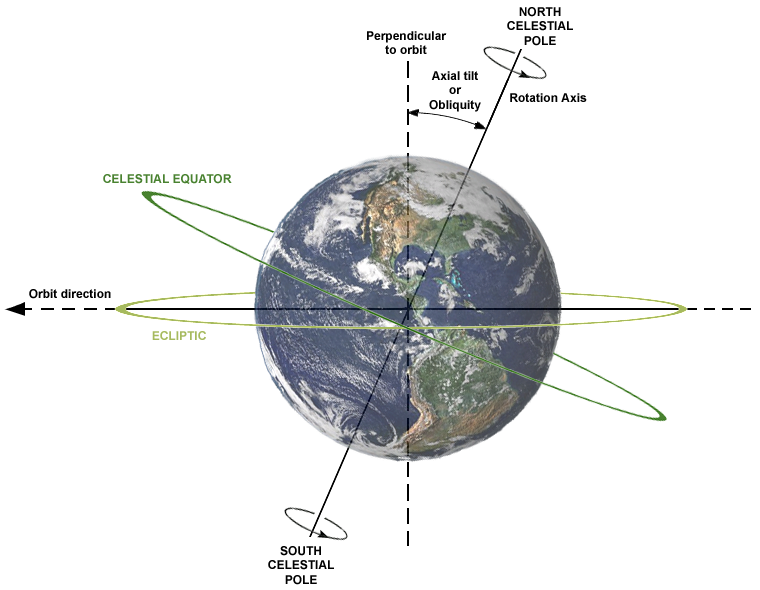
Înclinarea axială a Pământului este de aproximativ 23,4°. Oscilează între 22,1° și 24,5° la un ciclu de 41.000 de ani și în prezent este în scădere.

Planetele au, de asemenea, diferite grade de înclinare axială: se află într-un anumit unghi față de planul ecuatorului stelelor lor. Acesta variază cantitatea de lumină primită de fiecare emisferă pe tot parcursul anului; atunci când emisfera nordică nu este îndreptată spre steaua sa, emisfera sudică indică spre ea și invers. Prin urmare, fiecare planetă are anotimpuri: schimbări de climă pe tot parcursul anului. Momentul în care fiecare emisferă este cea mai îndepărtată sau mai apropiată de steaua sa se numește solstițiu. 
Fiecare planetă are două solstiții pe parcursul unui an; când o emisferă are solstițiul de vară (ziua este mai lungă), cealaltă are solstițiul de iarnă (ziua este mai scurtă).
Cantitatea variabilă de lumină și căldură primită de fiecare emisferă creează modificări anuale ale modelelor meteorologice pentru fiecare jumătate a planetei. Înclinarea axială a lui Jupiter este foarte mică, deci variația sa sezonieră este minimă. Uranus, în schimb, are o înclinare axială atât de extremă încât emisferele sale sunt fie perpetuu în lumina soarelui, fie perpetuu în întuneric în momentul solstițiilor sale. Printre planetele extrasolare, înclinațiile axiale nu sunt cunoscute cu certitudine, deși majoritatea Jupiterelor fierbinți se consideră că au o înclinare axială neglijabilă sau zero ca urmare a apropierii lor de stele.

#### Rotație
Planetele se rotesc în jurul axelor invizibile care trec prin centrele lor. Perioada de rotație a unei planete este cunoscută sub numele de zi stelară. Majoritatea planetelor din Sistemul Solar se rotesc în aceeași direcție cu care orbitează Soarele, care este în sens contrar acelor de ceasornic, așa cum se vede de deasupra polului nord al Soarelui, excepțiile fiind Venus și Uranus, care se rotesc în sensul acelor de ceasornic, deși înclinarea axială extremă a lui Uranus duce la convenții diferite despre care dintre polii săi reprezintă „nordul” și, prin urmare, dacă planeta se rotește în sensul acelor de ceasornic sau în sens contrar acelor de ceasornic. Indiferent de convenția folosită, Uranus are o rotație retrogradă în raport cu orbita sa.
Rotația unei planete poate fi indusă de mai mulți factori în timpul formării. Un moment cinetic rezultat poate fi indus de contribuțiile individuale ale momentelor cinetice ale obiectelor acumulate. Acumularea de gaz de către planetele gigant poate contribui și la momentul cinetic. În cele din urmă, în ultimele etape ale formării planetei, un proces stohastic de accreție protoplanetară poate modifica aleatoriu axa de rotație a planetei.
Perioadele de rotație ale planetelor extrasolare nu sunt cunoscute. Cu toate acestea, pentru Jupiterii „fierbinți”, proximitatea față de steaua lor înseamnă că se află în cuplaj mare, adică orbitele lor sunt în sincronizare cu rotațiile lor. Ca urmare, ele arată doar o față către stelele lor, cu o parte continuu ziua și cealaltă parte continuu noaptea.

#### Curățarea orbitală
Caracteristica dinamică definitorie a unei planete este aceea că și-a curățat vecinătatea. O planetă care și-a curățat vecinătatea a acumulat suficientă masă pentru a aduna sau a îndepărta toate planetezimalele de pe orbita sa. Această caracteristică a fost stabilită ca parte a definiției oficiale a unei planete de către IAU în august 2006. Criteriu exclude corpurile planetare Pluto, Eris și Ceres din rândul planetelor, acestea clasificându-se ca planete pitice. Deși până în prezent, acest criteriu se aplică numai Sistemului Solar, au fost găsite o serie de sisteme extrasolare tinere în care dovezile sugerează o curățare orbitală în discurile lor circumstanțiale.

### Caracteristici fizice

#### Masă

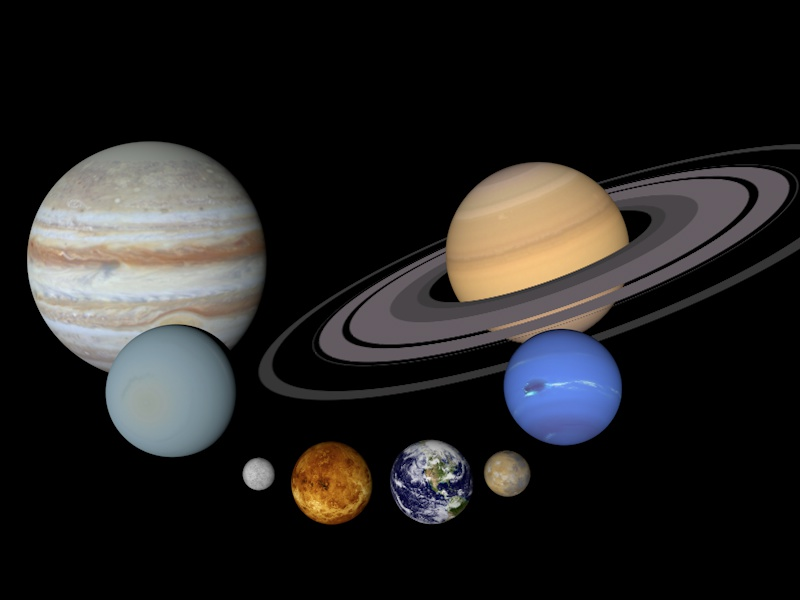
Dimensiunea planetelor din Sistemul Solar

O caracteristică fizică definitorie a unei planete este aceea că are suficientă masă pentru ca forța propriei sale gravitații să domine forțele electromagnetice care unesc structura sa fizică, ceea ce duce la o stare de echilibru hidrostatic. Acest lucru înseamnă că toate planetele sunt sferice sau sferoidale. Până la o anumită masă, un obiect poate avea formă neregulată, dar dincolo de acel punct, care variază în funcție de compoziția sa chimică, gravitația începe să atragă obiectul spre centrul său de masă până când obiectul se prăbușește într-o sferă.
Masa este, de asemenea, atributul principal prin care planetele se disting de stele. Limita de masă superioară pentru planete este de aproximativ 13 ori mai mare decât masa planetei Jupiter (MJ) pentru obiectele cu abundență naturală similară cu Soarele, dincolo de care atinge condiții adecvate pentru fuziunea nucleară. În Sistemul Solar, în afară de Soare, nu există obiecte de masă asemănătoare, însă există exoplanete de această dimensiune. Limita de masă de 13 MJ nu este convenită în mod universal, iar Enciclopedia Planetelor Extrasolare include obiecte de până la 60 de MJ, iar în timp ce Exoplanet Data Explorer consideră până la 24 MJ.
Cea mai mică planetă cunoscută este PSR B1257+12A, una dintre primele planete extrasolare descoperite, care a fost găsită în 1992 pe orbită în jurul unui pulsar. Masa sa este aproximativ jumătate din cea a planetei Mercur. Cea mai mică planetă cunoscută care orbitează o stea cu secvență principală, alta decât Soarele, este Kepler-37b, cu o masă (și o rază) puțin mai mari decât cea a Lunii.

#### Diferențiere internă

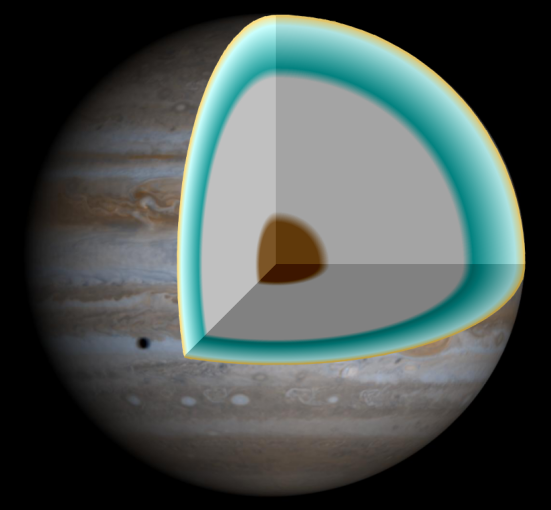
Ilustrație a interiorului lui Jupiter, cu un miez stâncos suprapus de un strat adânc de hidrogen metalic

Fiecare planetă și-a început existența într-o stare complet fluidă; la începutul formării, materialele mai dense și mai grele s-au scufundat în centru lăsând materialele mai ușoare aproape de suprafață. Prin urmare, fiecare are un interior diferențiat, format dintr-un miez dens planetar înconjurat de o manta care este sau era fluidă. Planetele telurice sunt sigilate cu cruste dure, iar la planetele gigant, mantaua se dizolvă pur și simplu în straturile superioare ale norilor. Planetele telurice au nuclee din elemente precum fierul și nichelul și mantale de silicați. 
Se crede că Jupiter și Saturn au nuclee de rocă și metal înconjurate de manta de hidrogen metalic. Uranus și Neptun, care sunt mai mici, au nuclee stâncoase înconjurate de manta de apă, amoniac, metan și alte substanțe volatile cu puncte de topire de peste 100 K. Acțiunea fluidelor interne în nucleele planetelor creează un geodinam, care generează un câmp magnetic.

#### Atmosferă

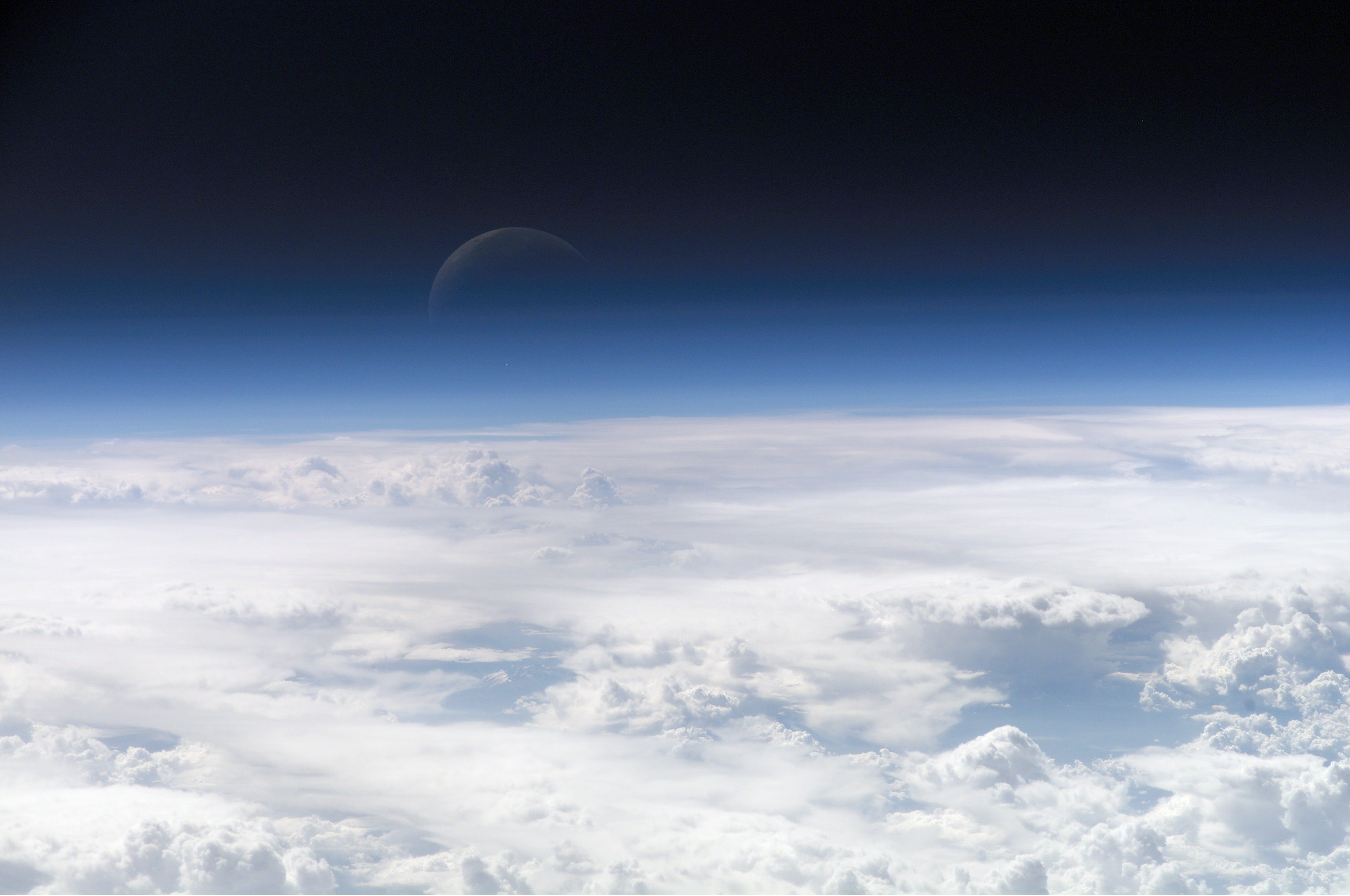
Atmosfera Terrei

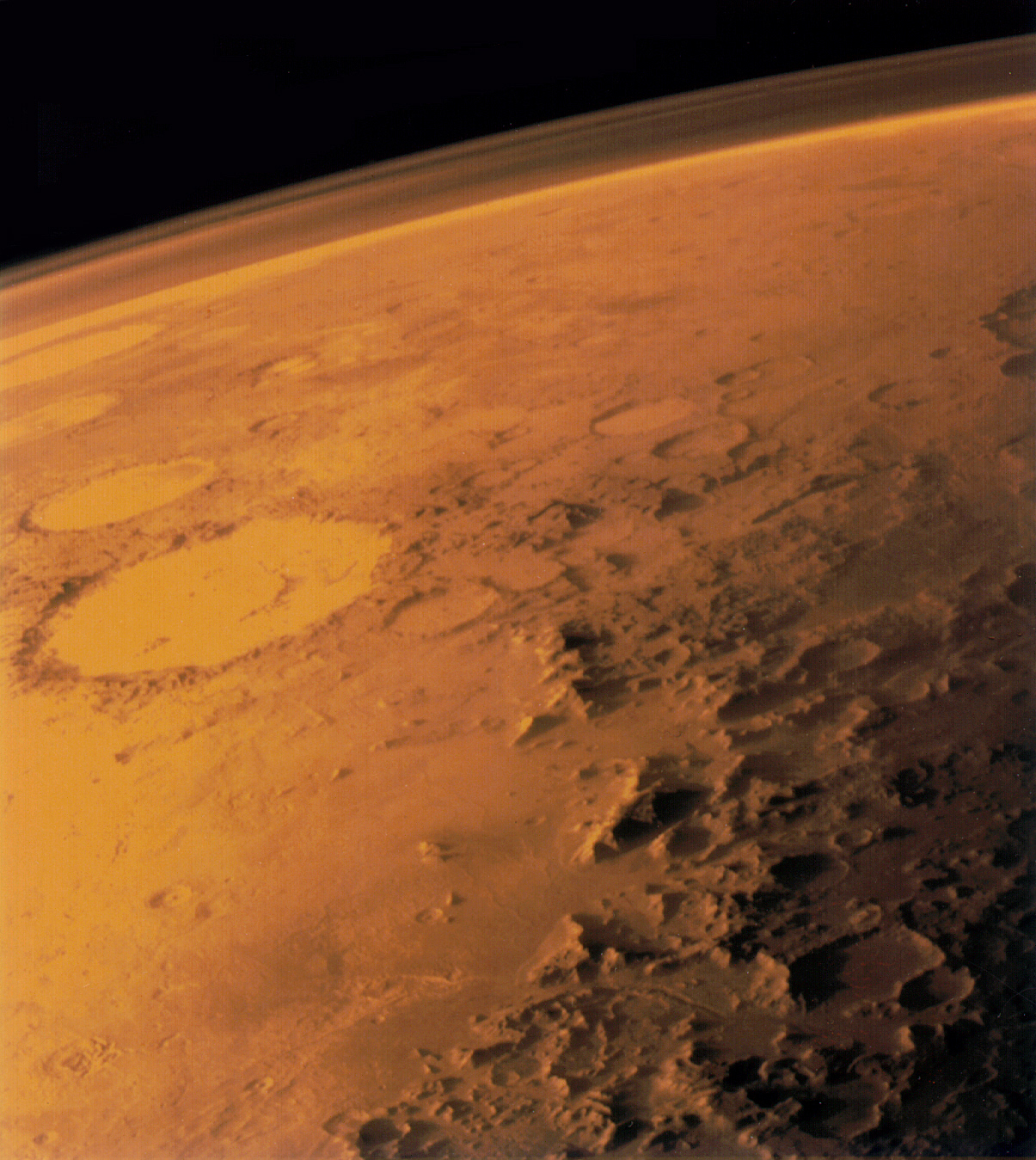
Atmosfera subțirea a planetei Marte

Toate planetele Sistemului Solar, cu excepția lui Mercur, au atmosfere substanțiale, deoarece gravitația lor este suficient de puternică pentru a menține gazele aproape de suprafața planetei. Planetele gigant mai mari sunt suficient de masive pentru a păstra cantități mari de gaze ușoare hidrogen și heliu, în timp ce planetele mai mici pierd aceste gaze în spațiu. Compoziția atmosferei Pământului este diferită de celelalte planete, deoarece diferitele procese de viață care au avut loc pe planetă au introdus oxigen molecular liber. Atmosfera lui Mercur a fost în cea mai mare parte (dar nu în întregime), măturată de vântul solar.
Atmosfera planetară este afectată de diferite grade de energie primite atât de la Soare, cât și din interiorul său, ceea ce duce la formarea de sisteme meteorologice dinamice, cum ar fi uraganele (pe Pământ), furtuni de praf la nivel planetar (pe Marte), un anticiclon mai mare decât Pământul pe Jupiter (numit Marea Pată Roșie) și găuri în atmosferă (pe Neptun). Cel puțin o planetă extrasolară, HD 189733 b, a fost identificată cu un astfel de sistem meteorologic, similar cu Marea Pata Roșie, dar de două ori mai mare.
S-a observat că Jupiterii fierbinți își pierd atmosfera în spațiu din cauza radiațiilor stelare, la fel cum se întâmplă cu cozile cometelor. Aceste planete pot avea mari diferențe de temperatură între zi și noapte, ceea ce produce vânturi supersonice.

#### Magnetosferă

Magnetosfera Pământului (diagramă)

O caracteristică importantă a planetelor este momentul magnetic intrinsec, care la rândul său dă naștere magnetosferelor. Prezența unui câmp magnetic indică faptul că planeta este încă vie din punct de vedere geologic. Cu alte cuvinte, planetele magnetizate au fluxuri de materiale conductoare electrice în interiorul lor, generând câmpuri magnetice. Aceste câmpuri modifică semnificativ interacțiunea dintre planetă și vântul solar. O planetă magnetizată creează o cavitate în vântul solar din jur, numită magnetosferă, pe care vântul nu o poate penetra. Magnetosfera poate fi mult mai mare decât planeta însăși. În schimb, planetele nemagnetizate au doar magnetosfere mici induse de interacțiunea ionosferei cu vântul solar, care nu poate proteja eficient planeta.
Dintre cele opt planete din Sistemul Solar, numai Venus și Marte nu au un astfel de câmp magnetic. În plus, satelitul lui Jupiter Ganymede are, de asemenea, una. Dintre planetele magnetizate, câmpul magnetic al Mercur este cel mai slab și abia reușește să devieze vântul solar. Câmpul magnetic al lui Ganymede este de câteva ori mai mare, iar cel al lui Jupiter este cel mai puternic din Sistemul Solar (atât de puternic, încât prezintă un risc grav pentru sănătatea viitoarelor misiuni cu echipaj către sateliții să). Câmpurile magnetice ale celorlalte planete gigant sunt aproximativ similare cu cel al Pământului, dar momentele lor magnetice sunt semnificativ mai mari. Câmpurile magnetice ale lui Uranus și Neptun sunt înclinate puternic în raport cu axa de rotație și deplasate din centrul planetei.
În 2004, o echipă de astronomi din Hawaii a observat o planetă extrasolară în jurul stelei HD 179949, care părea să creeze o pată pe suprafața stelei sale. Echipa a emis ipoteza că magnetosfera planetei transfera energie pe suprafața stelei, crescând temperatura deja ridicată de 7.760 °C cu încă 400 °C.

### Caracteristici secundare

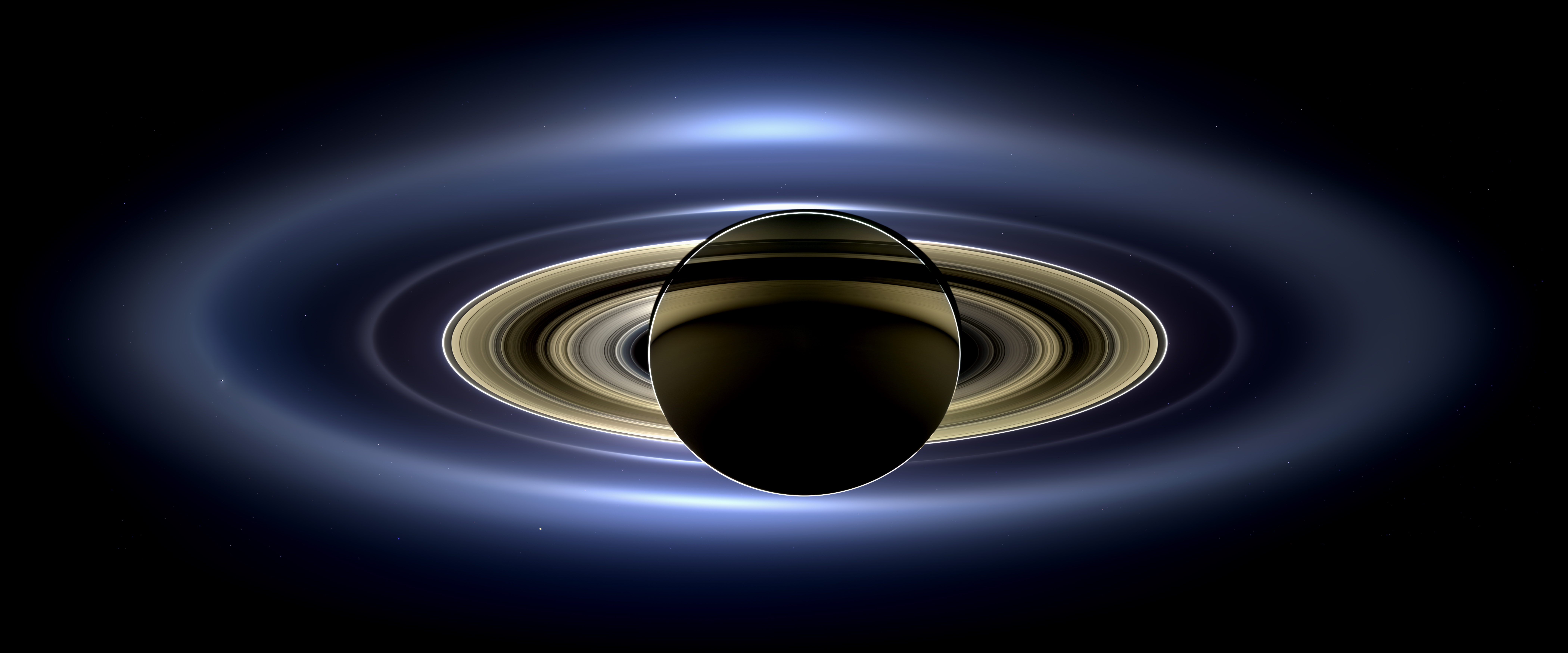
Setul complet de inele ale lui Saturn așa cum s-a văzut de pe Cassini, la 1,2 milioane km distanță, la 19 iulie 2013, în timp ce Saturn a eclipsat Soarele (luminozitatea este exagerată). Pământul apare ca un punct la ora 4, între inelele G și E.

Mai multe planete sau planete pitice din Sistemul Solar (cum ar fi Neptun și Pluto) au perioade orbitale care sunt în rezonanță unele cu altele sau cu corpuri mai mici (acest lucru este de asemenea comun în sistemele de satelit). Toate cu excepția lui Mercur și Venus au sateliți naturali, adesea numiți „luni”. Pământul are una, Marte are două, iar planetele gigant au numeroase luni în sisteme complexe de tip planetar. Multe luni ale planetelor gigant au caracteristici similare cu cele ale planetele telurice și ale planetelor pitice, iar unele au fost studiate ca locații posibile pentru viață (în special Europa).
Cele patru planete gigant sunt, de asemenea, orbitate de inele planetare de dimensiuni și complexități variate. Inelele sunt compuse în principal din praf sau particule, dar pot găzdui mici „luni” a căror gravitație le formează și le menține structura. Deși originea inelelor planetare nu este cunoscută cu exactitate, se crede că acestea sunt rezultatul sateliților naturali care au căzut sub limita Roche a planetei părinte și au fost dezintegrate de forțele de maree.
Nu au fost observate caracteristici secundare în jurul planetelor extrasolare. Cu toate acestea, sub-pitica cenușie Cha 110913-773444, care a fost descrisă ca o planetă orfană, se crede că este orbitată de un mic disc protoplanetar iar despre sub-pitica cenușie OTS 44 s-a dovedit că este înconjurată de un disc protoplanetară substanțial de cel puțin 10 mase de Pământ.